# Spinosaurus aegyptiacus
Spinosaurus aegyptiacus («lagarto de espinas de Egipto »), es la única especie válida del género extinto Spinosaurus de dinosaurio terópodo spinosáurido, que vivió a principios del período Cretácico Superior, entre 100 a 95 millones de años, durante el Cenomaniano, en lo que hoy es Egipto y Marruecos. Este género se conoció inicialmente por los restos fósiles descubiertos en Egipto en la década de 1910 y descritos por el paleontólogo alemán Ernst Stromer. Los restos originales fueron destruidos durante los bombardeos de la Segunda Guerra Mundial, pero se ha recuperado material adicional a principio del siglo XXI. No existe claridad de si se trata de una o dos especies representadas por los fósiles reportados en la literatura científica. La especie más conocida es S. aegyptiacus descubierta en Egipto; sin embargo, una posible segunda especie S. maroccanus se descubrió en Marruecos. También se han encontrado restos en Argelia, Túnez y posiblemente de Níger y Libia. La mayoría de las últimas publicaciones consideran que la segunda especie es un sinónimo menor de la primera. El género contemporáneo de spinosáuridos Sigilmassasaurus brevicollis también ha sido sinonimizado por algunos autores con S. aegyptiacus, aunque otros investigadores proponen que sea un taxón distinto. Otro posible sinónimo menor es Oxalaia quilombensis de la Formación Alcântara en Brasil, lo que extendería el rango del génereo hasta Sudamérica.
Spinosaurus pudo ser el más largo de todos los dinosaurios carnívoros, más largo aún que Tyrannosaurus rex y Giganotosaurus carolinii, a pesar de no compartir la contextura robusta de estos anteriores. Estimaciones publicadas en 2005, 2007 y 2008 sugieren que tenía 12,6 a 18 metros de longitud y 7 a 20,9 toneladas de peso. Nuevas estimaciones publicadas en 2014 y 2018, basadas en un espécimen más completo, respaldaron la investigación anterior y encontraron que el Spinosaurus podría alcanzar longitudes de 15 a 16 metros. Las últimas estimaciones sugieren un peso de 6,4 a 7,5 toneladas. El cráneo del Spinosaurus era largo, bajo y angosto, similar al de un cocodrilo moderno y tenía dientes cónicos rectos sin estrías. Habría tenido extremidades anteriores grandes y robustas con manos de tres dedos, con una garra agrandada en el primer dígito. Las espinas neurales distintivas del Spinosaurus, que eran largas extensiones de las vértebras, crecían hasta al menos 1,65 metros de largo y probablemente tenían piel que las conectaba, formando una estructura similar a una vela, como la de Dimetrodon, aunque algunos autores han sugerido que las espinas estaban cubiertas de grasa y formaban una joroba. A esta estructura se le han atribuido múltiples funciones, incluyendo termorregulación y exhibición. Los huesos de la cadera de Spinosaurus estaban reducidos y las piernas eran muy cortas en proporción al cuerpo. Su cola larga y estrecha estaba profundizada por espinas neurales altas y delgadas y cheurones alargados, formando una aleta flexible o una estructura similar a una paleta. Se cree que pudo haberse alimentado de pescado; los restos encontrados hasta ahora sugieren que permanecía tanto en el agua como en tierra, como un cocodrilo moderno.
Se sabe que Spinosaurus comía pescado, y la mayoría de los científicos creen que cazaba presas tanto terrestres como acuáticas. Los datos obtenidos sugieren que era muy probablemente semiacuático y vivía tanto en la tierra como en el agua al igual que los cocodrilos modernos. Los huesos de las piernas de Spinosaurus tenían osteosclerosis, alta densidad ósea, lo que permitía un mejor control de la flotabilidad y la cola en forma de paleta probablemente se usaba para la propulsión bajo el agua. Vivió en un ambiente húmedo de planicies intermareales y manglares y bosques junto con muchos otros dinosaurios, así como peces, crocodilomorfos, lagartos, tortugas, pterosaurios y plesiosaurios.

## Descripción

### Tamaño

Comparación de tamaño de dinosaurios terópodos gigantes seleccionados, S. aegyptiacus en rojo.

Tamaño estimado del espécimen más grande conocido, holotipo, neotipo y más pequeño conocido con un humano.

Desde su descubrimiento en 1915, Spinosaurus fue uno de los pretendientes para ser el terópodo más grande conocido. Tanto Friedrich von Huene en 1926 como Donald F. Glut en 1982, lo incluyeron entre los terópodos más grandes con 15 metros de longitud y un peso superior a las 6 toneladas. En 1988, Gregory S. Paul también lo consideró como el terópodo más grande con 15 metros de largo, pero estimando un peso inferior, de solo 4 toneladas.
Dal Sasso et al. en 2005, asumieron que Spinosaurus y Suchomimus compartían las mismas proporciones corporales en relación con la longitud de su cráneo, calculando de ese modo que Spinosaurus tenía entre 16 y 18 metros de longitud y entre 7 y 9 toneladas de peso.  Las estimaciones fueron criticadas porque la estimación de la longitud del cráneo era incierta y asumiendo que la masa corporal aumenta con el cubo de la longitud del cuerpo, escalando a Suchomimus, que tenía 11 metros de largo y 3,8 toneladas métricas en masa, al rango de longitudes estimadas de Spinosaurus produciría una masa corporal estimada de 11,7 a 16,7 toneladas métricas.
François Therrien y Donald Henderson, en un artículo de 2007 usando una escala basada en la longitud del cráneo, desafiaron las estimaciones previas del tamaño del Spinosaurus , encontrando que la longitud era demasiado grande y el peso demasiado pequeño. Con base en longitudes de cráneo estimadas de 1,5 a 1,75 metros , sus estimaciones incluyen una longitud corporal de 12,6 a 14,3 metros  y una masa corporal de 12 a 20,9 toneladas métricas. Las estimaciones más bajas para Spinosaurus implicarían que el animal era más bajo y más liviano que Carcharodontosaurus y Giganotosaurus. El estudio de Therrien y Henderson ha sido criticado por la elección de los terópodos utilizados para la comparación, la mayoría de los terópodos utilizados para establecer las ecuaciones iniciales eran tiranosáuridos y carnosaurios, que tienen una estructura diferente a la de los espinosáuridos, y por la suposición de que el Spinosaurus el cráneo podría tener tan solo 1,5 metros de largo. El incremento en la precisión para la estimación del tamaño de Spinosaurus requiere el hallazgo de fósiles mejor preservados, especialmente de los miembros del animal. Hasta nuevos hallazgos se estima un tamaño desde 15 metros según las partes del cráneo encontradas.

### Cráneo

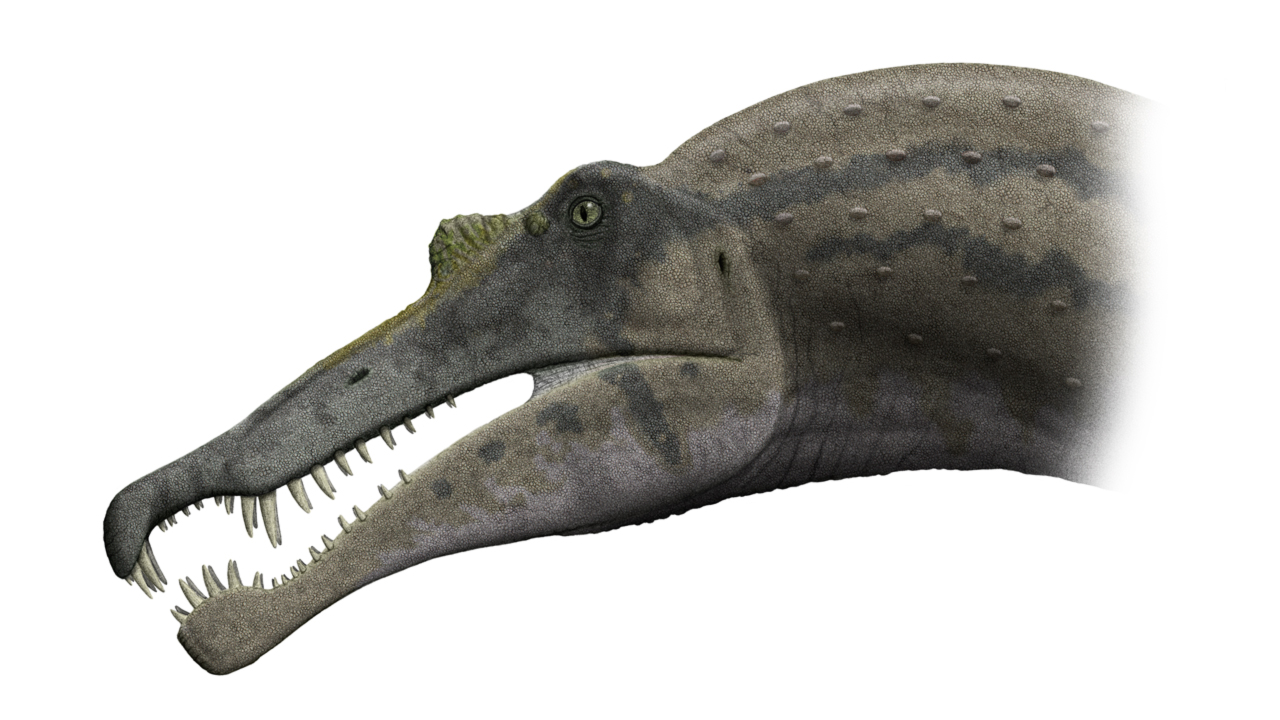
Cabeza de S. aegyptiacus basada en la reconstrucción de Dal Sasso en 2005.

El cráneo tenía un hocico estrecho repleto de dientes cónicos rectos que carecían de estrías. Había seis o siete dientes, uno a cada lado del frente de la mandíbula superior, en los huesos premaxilares, y detrás de ellos otros doce en ambos maxilares. El segundo y tercer diente en cada lado en la mandíbula superior eran perceptiblemente más grandes que el resto de los dientes de los premaxilares, existiendo un espacio entre ellos que era ocupado por las piezas más grandes del maxilar anterior. El extremo del hocico que sostenía los grandes dientes anteriores se ensanchaba en forma de roseta, similar a la de los gaviales modernos. Además tenía una pequeña cresta delante de los ojos parecida a la de Ceratosaurus. También se podría decir que tiene la boca parecida a la de los cocodrilos.

Diagrama del cráneo.

Usando las dimensiones de tres especímenes conocidos como MSNM V4047, UCPC-2 y BSP 1912 VIII 19, y asumiendo que la parte postorbital del ejemplar MSNM V4047 tenía una forma similar a la del cráneo de Irritator, Dal Sasso et al. en 2005 estimaron que el cráneo de Spinosaurus tenía 1,75 metros de longitud. Los resultados de Dal Sasso et al. fueron cuestionados debido a que la forma del cráneo puede variar entre las especies de espinosáuridos. Las estimaciones más recientes sugieren una longitud de 1,6 a 1,68 metros. La estimación de la longitud del cráneo de Dal Sasso y sus colegas se cuestiona porque las formas del cráneo pueden variar entre las especies de espinosáuridos y porque MSNM V4047 puede no pertenecer a Spinosaurus.

### Esqueleto postcraneal
Como espinosáurido, Spinosaurus habría tenido un cuello largo y musculoso, curvado en forma de sigmoide o S. Sus hombros eran prominentes y las extremidades anteriores grandes y robustas, con tres dedos con garras en cada mano. El primer dedo o "pulgar" habría sido el más grande. Spinosaurus tenía falanges largas y solo garras algo recurvadas, lo que sugiere que sus manos eran más largas en comparación con las de otros espinosáuridos..

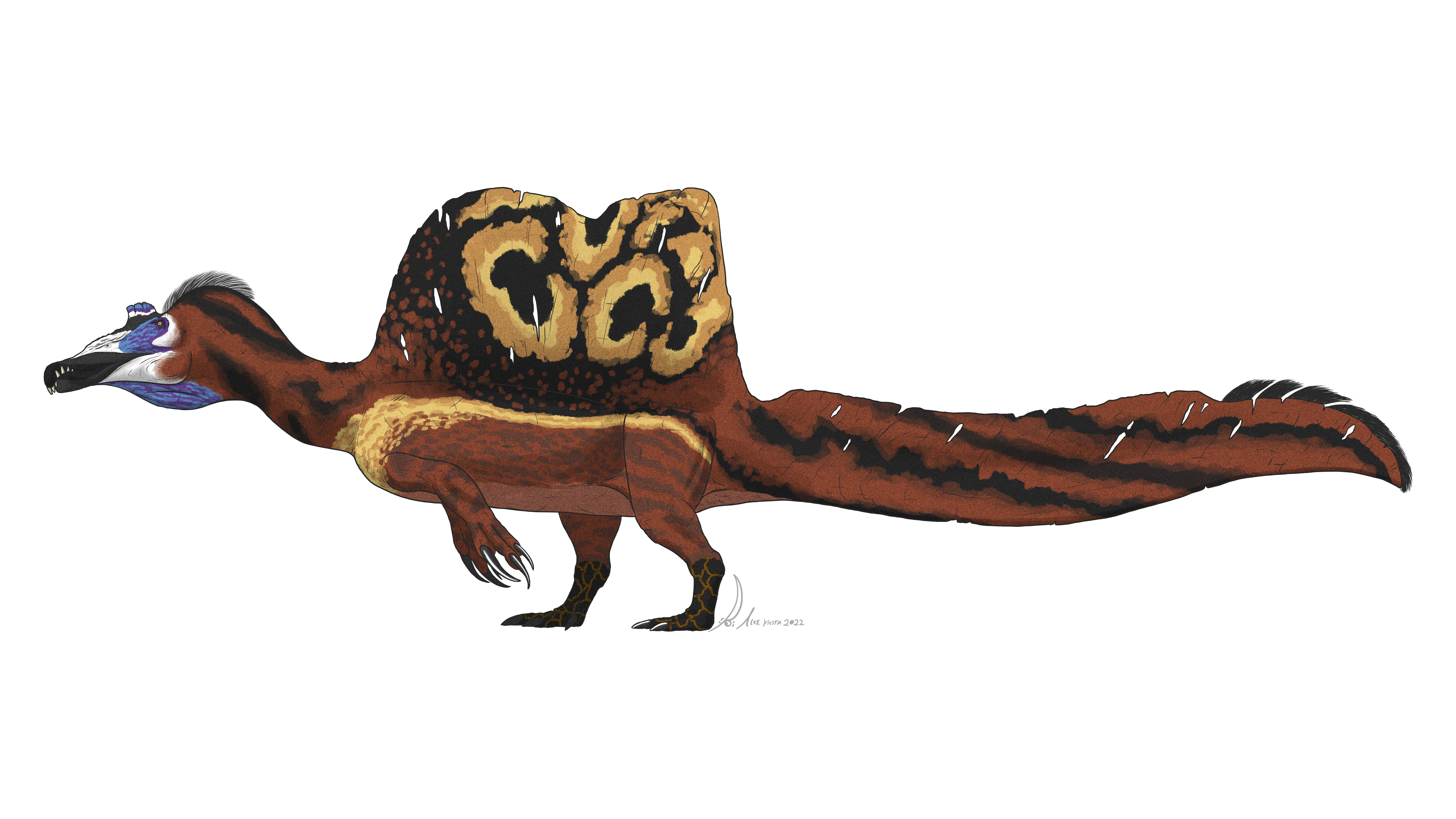
Restauración de la vida

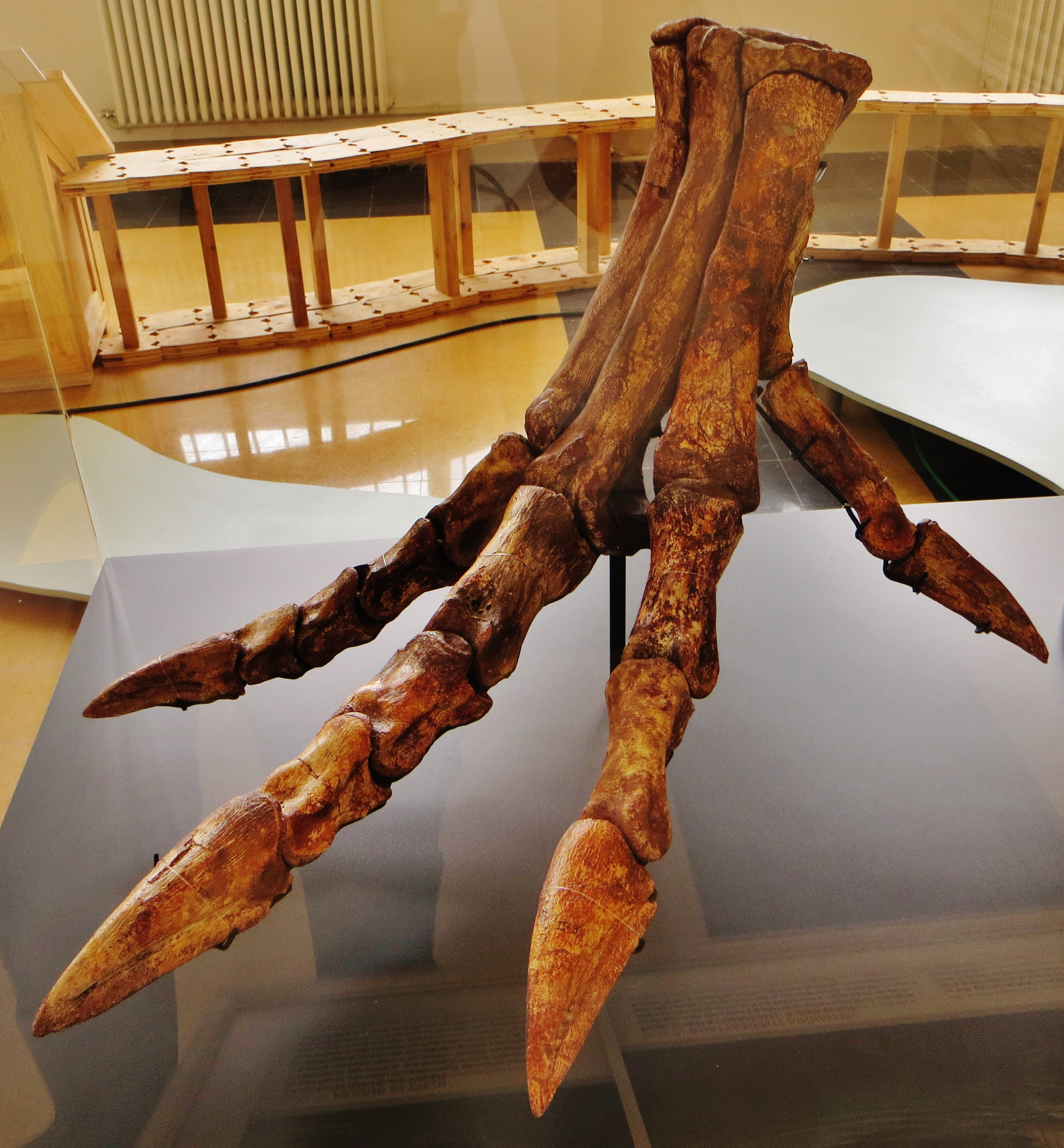
Pie reconstruido, nótese las garras rectas y el hallux grande

Spinosaurus tenía una pelvis, el hueso de la cadera, significativamente más pequeña que la de otros terópodos gigantes, con el área de superficie del ilion, cuerpo principal de la pelvis, de la mitad que la de la mayoría de los miembros del clado. Las extremidades traseras eran cortas, un poco más del 25 por ciento de la longitud total del cuerpo, y la tibia, el hueso de la pantorrilla, era más larga que el fémur, hueso del muslo. A diferencia de otros terópodos, el hallux, o cuarto dedo del pie, del Spinosaurus tocaba el suelo, y las falanges de los huesos del dedo del pie eran inusualmente largas y bien construidas. En sus extremos había garras poco profundas que tenían fondos planos. Este tipo de morfología de las patas también se observa en las aves playeras, lo que indica que los pies de Spinosaurus evolucionaron para caminar sobre sustratos inestables y es posible que hayan sido palmeados.
De las vértebras caudales de la cola se proyectaban espinas neurales delgadas y significativamente alargadas, similar a la condición observada en algunos otros espinosáuridos, aunque en un grado más extremo. Junto con los huesos de cheurón también alargados en la parte inferior de las caudales, esto dio como resultado una cola profunda y estrecha con forma de paleta o aleta, comparable a las colas de tritones y cocodrilos.

#### ¿Vela o joroba?

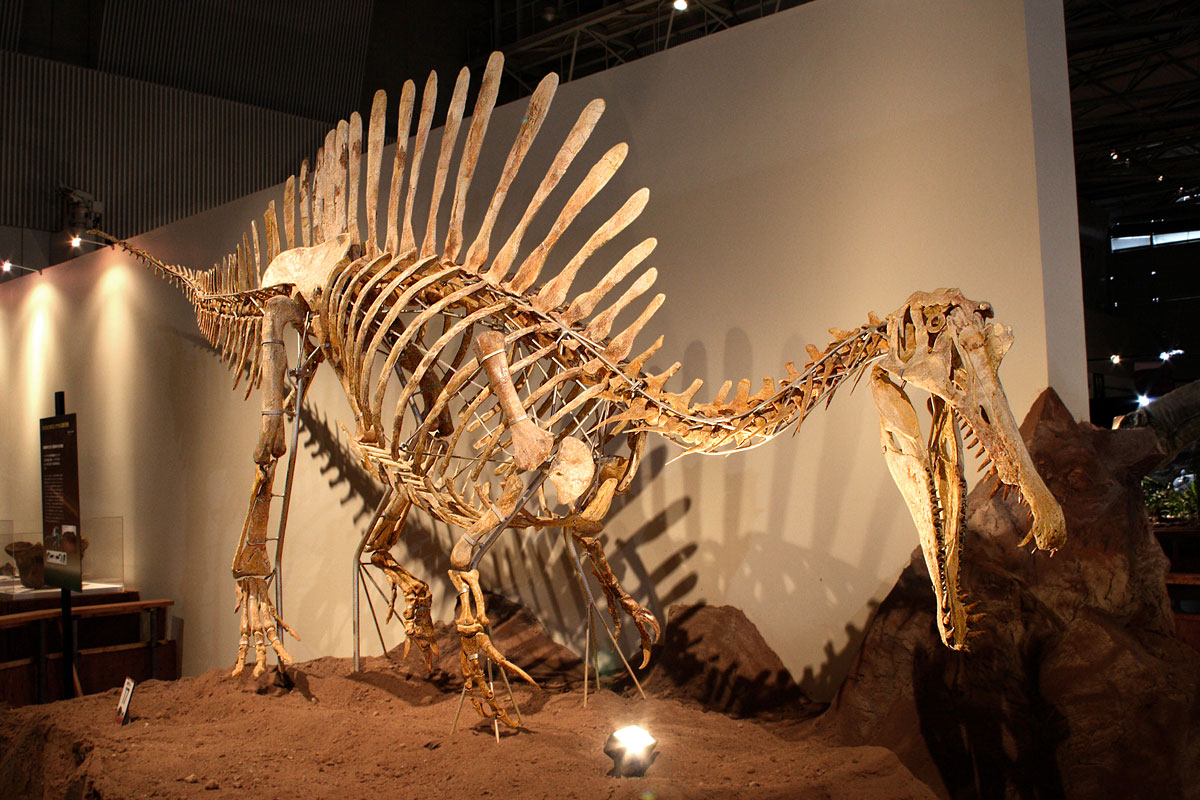
Esqueleto montado de S. aegyptiacus con la vela completa.

Spinosaurus tenía unas espinas vertebrales muy largas sobre la espalda, formando la base para su vela dorsal. La longitud de estas prolongaciones alcanzaba 10 veces el diámetro de los cuerpos vertebrales que las originaban. Estas podrían haber sostenido una gran vela de piel, y podían llegar a medir 1,8 metros de altura. Esta vela pudo actuar calentando la sangre rápidamente cuando el Sol le daba de lleno, o disipando el calor. Este tipo de espinas también fueron halladas en Ouranosaurus, un iguanodontiano encontrado en Níger, por lo que se supone que el desarrollo de las espinas debió obedecer a algún factor climático. Las espinas eran ligeramente más largas de adelante hacia atrás y más anchas en la base que en la punta, con la altura máxima en el centro de la aleta, siendo diferentes a las espinas delgadas vistas en los pelicosaurios Edaphosaurus y Dimetrodon, contrastando con las espinas más gruesas de Ouranosaurus.

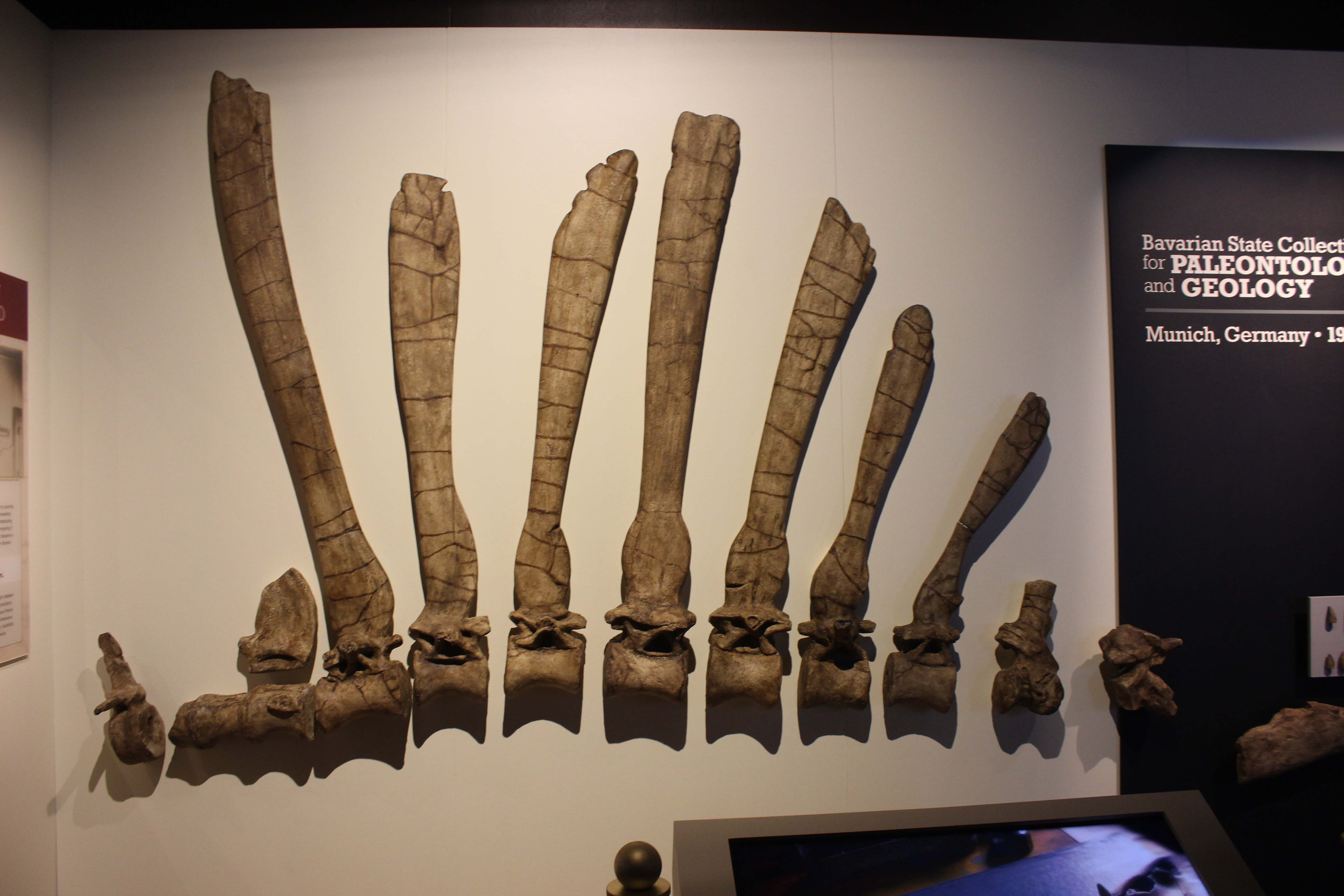
Reconstrucción de los fósiles.

La aleta de Spinosaurus era inusual. Sin embargo, otros dinosaurios como el ornitópodo Ouranosaurus, el cual vivió unos pocos millones de años antes en la misma región que Spinosaurus, y el saurópodo suramericano Amargasaurus pudieron haber desarrollado adaptaciones estructurales en sus vértebras. La "vela" era posiblemente análoga, no homóloga a la del sinápsido Dimetrodon que vivió durante el período Pérmico, mucho antes a la aparición de los dinosaurios. Estas similitudes se deberían a evolución convergente.
Stromer en 1915 y Jack Bowman Bailey en 1997 postularon que más que una vela esa estructura se trataba de una joroba y portaba reservas de grasa en lugar de una estructura de piel. Esta discusión se acabará con la aparición de nuevos ejemplares más completos. Para soportar esta hipótesis, Bailey argumentó que en Spinosaurus, Ouranosaurus y otros dinosaurios con espinas dorsales alargadas, eran relativamente más cortas y gruesas que los pelicosaurios mencionados, de los cuales se sabe con certeza que tenían vela dorsal y en lugar de ello poseían apófisis espinosas similares a las de los mamíferos ungulados Megacerops y Bison latifrons. En 2014, Ibrahim y sus colegas postularon que las espinas estaban cubiertas por piel, similar a un camaleón con cresta , dada su compacidad, bordes afilados y flujo de sangre probablemente deficiente.

## Descubrimiento e investigación
| Lugares donde aparece |
| --- |
| S. aegyptiacus - Formación Bahariya - Formación Chenini - Formación Echkar - Lecho Kem Kem - Arenas de Turkana S. marocannus - Lecho Kem Kem S.? sp. - Formación Cabao |

Los primeros restos de Spinosaurus fueron encontrados en la Formación Baharija en el oasis del mismo nombre de Egipto en 1912, y nombrados por el paleontólogo alemán Ernst Stromer en 1915. Fragmentos de un segundo ejemplar, que incluían arcos neurales y parte de los miembros delanteros, fueron llamados «Spinosaurus B» en 1934 por el mismo Stromer, aunque este pensó que se trataba de otro tipo de terópodo como Carcharodontosaurus o Sigilmassasaurus. Algunos de los restos fueron dañados durante el transporte al Deutsches Museum, Múnich, Alemania, y el resto destruidos por los bombardeos aliados en 1944. Fue destruido concretamente "durante la noche del 24/25 de abril de 1944 en un bombardeo británico de Múnich" que dañó gravemente el edificio que albergaba el Paläontologisches Museum München, Colección Estatal de Paleontología de Baviera. Sin embargo, quedan dibujos detallados y descripciones del espécimen. El hijo de Stromer donó los archivos de Stromer al Paläontologische Staatssammlung München en 1995, y Smith y sus colegas analizaron dos fotografías del espécimen holotipo de Spinosaurus BSP 1912 VIII 19 descubierto en los archivos en 2000. Sobre la base de una fotografía de la mandíbula inferior y una fotografía del espécimen completo montado, Smith concluyó que los dibujos originales de Stromer de 1915 eran ligeramente inexactos. En 2003, Oliver Rauhut sugirió que el holotipo del Spinosaurus de Stromer era una quimera, compuesta de vértebras y espinas neurales de un carcarodontosáurido similar al Acrocanthosaurus y un dentario de Baryonyx o Suchomimus. El análisis fue rechazado en al menos un artículo posterior.
Dos especies de Spinosaurus han sido descritas: S. aegyptiacus de Egipto y S. marocannus de Marruecos. S. marocannus originalmente fue propuesta por Russell como una nueva especie a partir de una vértebra del cuello. Específicamente, Russell afirmó que la relación entre la longitud del centro, cuerpo de la vértebra y la altura de la faceta articular posterior era de 1,1 en S. aegyptiacus y de 1,5 en S. maroccanus.  Los autores posteriores se han dividido sobre este tema. Algunos autores señalan que la longitud de las vértebras puede variar de un individuo a otro, que el espécimen holotipo fue destruido y por lo tanto, no se puede comparar directamente con el espécimen de S. maroccanus y que se desconoce qué vértebra cervical es la que representan los especímenes de S. maroccanus. Por lo tanto, aunque algunos han mantenido la especie como válida sin muchos comentarios, aunque la mayoría de los investigadores consideran a S. maroccanus como una especie dudosa o como un subgénero sinónimo de S. aegyptiacus. La mayoría de los autores considera que una vértebra cervical puede variar de ejemplar a ejemplar y consideran a S. marocannus sinónimo de S. aegyptiacus.

### Especímenes
Al menos seis ejemplares parciales de Spinosaurus han sido descritos, el primero resultó destruido durante la Segunda Guerra Mundial. Sin embargo, detallados dibujos y descripciones de los restos del ejemplar permiten su estudio. El tamaño de ese ejemplar en particular puede ser estimado por comparación con otros espinosáuridos.

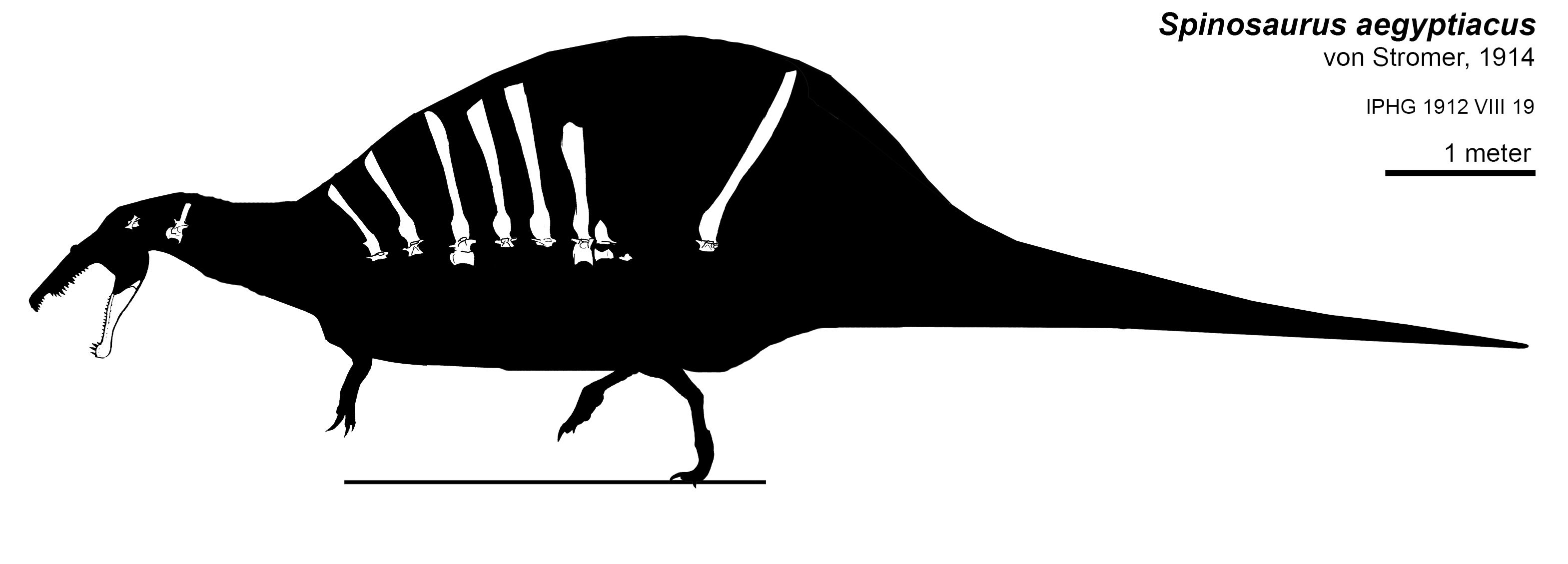
Esqueleto de Spinosaurus aegyptiacus basado en el holotipo IPHG (BSP) 1912 VIII 19 de von Stromer, 1915.

- IPHG 1912 VIII 19: Descrito por Stromer en 1915 y encontrado en la Formación Bahariya, fue el holotipo.[6][2] El material constaba de los siguientes elementos, la mayoría de los cuales estaban incompletos. Dentarios derecho e izquierdo y esplenios de la mandíbula inferior que medían 75 centímetros de largo lo que lleva a estimar el cráneo en 1,45 metros. Una pieza recta del maxilar izquierdo que fue descrita pero no dibujada. 20 dientes, 2 vértebras cervicales, 7 vértebras dorsales; 3 vértebras sacras, 1 vértebra caudal, 4 costillas torácicas y gastralias. De las nueve espinas neurales cuyas alturas se dan, la más larga, "i", asociada con una vértebra dorsal, tenía 1,65 metros de largo. Stromer afirmó que el espécimen era del Cenomaniano temprano, hace unos 97 millones de años.[6][2] Estimándolo su descubridor con un tamaño de 14 metros de largo y un peso de 6,7 toneladas, siendo el holotipo.[6] Posteriormente, en 2013, el paleoartista Scott Hartman estimó al holotipo con una longitud de también 14 metros pero sin determinar un posible peso.[38] Este espécimen, de un individuo subadulto, fue destruido durante la Segunda Guerra Mundial. Sin embargo, los dibujos detallados y las descripciones del espécimen se conservan.
- CMN 50791: Se encuentra en poder del Museo Canadiense de la Naturaleza, es una vértebra cervical media que mide 19,5 centímetros de largo de los lechos Kem Kem de Marruecos. Es el holotipo de Spinosaurus maroccanus, como lo describió Russell en 1996. Otros especímenes referidos a S. maroccanus en el mismo artículo fueron otras dos vértebras cervicales medias, NMC 41768 y NMC 50790, un fragmento de dentario anterior, NMC 50832, un fragmento dentario medio, NMC 50833 y un arco neural dorsal anterior, NMC 50813. Russell declaró que "solo se podía proporcionar información general sobre la localidad" para el espécimen y, por lo tanto, solo se podía fechar "posiblemente" en el Albiense.[28]

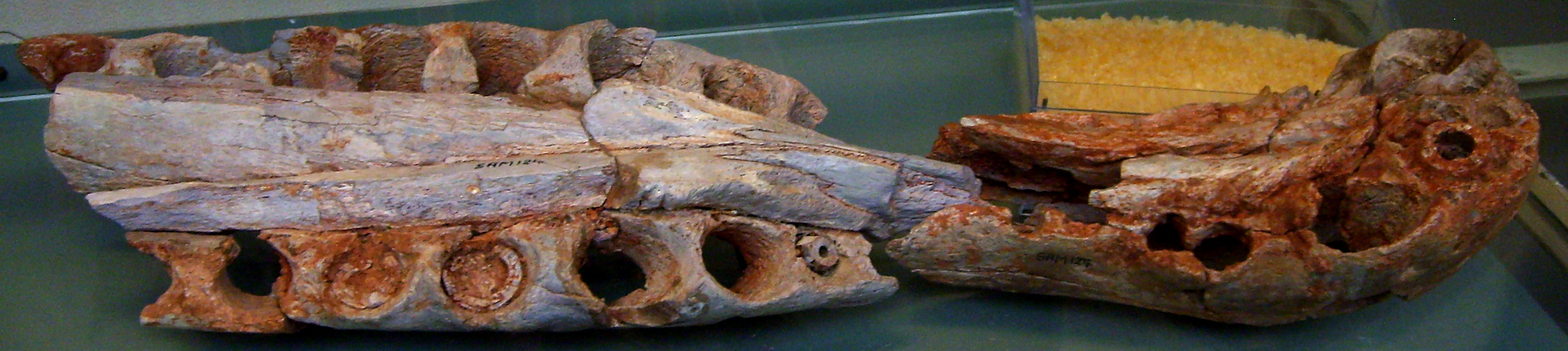
Especimen MNHN SAM 124 de S. maroccanus, Museo Nacional de Historia Natural, París

- MNHN SAM 124: Se encuentra en el Muséum National d'Histoire Naturelle, es un hocico que consta de premaxilares parciales, maxilares parciales, vómers y un fragmento dentario. Descrito por Taquet y Russell en 1998, el espécimen mide de 13,4 a 13,6 centímetros de ancho, no se indicó el largo. El espécimen se localizó en Argelia y "es de edad albiana". Taquet y Russell creían que el espécimen, junto con un fragmento de premaxila, SAM 125, dos vértebras cervicales, SAM 126 y SAM 127 y un arco neural dorsal, SAM 128, pertenecían a S. maroccanus.[39]
- BM231: Alojado en la colección de Office National des Mines, Túnez, fue descrito por Buffetaut y Ouaja en 2002. Consiste en un dentario anterior parcial de 11,5 centímetros de largo de un estrato del Albiense temprano de la Formación Chenini de Túnez. El fragmento dentario, que incluía cuatro alvéolos y dos dientes parciales, era "extremadamente similar" al material existente de S. aegyptiacus.[35]
- UCPC-2: Se encuentra en la Colección Paleontológica de la Universidad de Chicago consiste principalmente en dos nasales angostos conectados con una cresta estriada de la región entre los ojos. El espécimen, que mide 18,0 centímetros de largo, se ubicó en una parte del Cenomaniense temprano de los lechos marroquíes de Kem Kem en 1996 y fue descrito en la literatura científica en 2005 por Cristiano Dal Sasso del Museo Cívico de Historia Natural de Milán y colegas.[7]

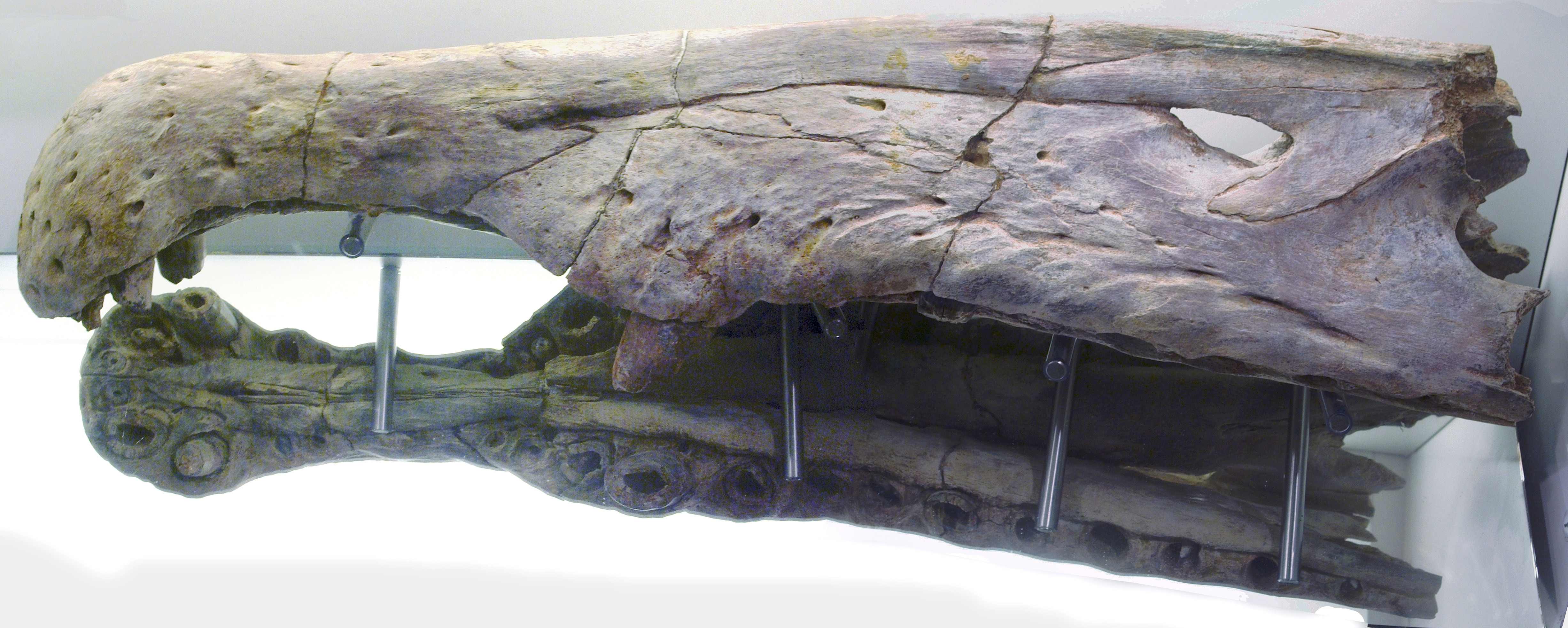
Espécimen MSNM V4047 de S. aegyptiacus en el Museo Civico di Storia Naturale di Milano, Milán

- MSNM V4047: Alojado en el Museo di Storia Naturale di Milano y descrito por Cristiano Dal Sasso y sus colegas en 2005, proveniente del Lecho Kem Kem, de Marruecos. Consiste en un premaxilar, maxilar parcial y partes del nasal. Se ha estimando que el cráneo completo mediría entre 150 y 175 cm. Se estimó originalmente su tamaño completo en 16 a 18 m y su peso en alrededor de 7 a 9 toneladas en 2005 por Dal Sasso et al..[7] Posteriormente estimado con una longitud de entre 12,6 y 14,3 metros y su peso de 12 a 20,1 toneladas, por Therrien y Henderson en 2007.[8] En 2013, una reconstrucción paleoartística por Scott Hartman calculó para este espécimen una longitud de 15,6 metros.[38] Y recientemente estimado con una longitud de 15,2 metros y un peso de 6,8 toneladas, por Nizar Ibrahim et al., en 2014.[40] Arden y sus colegas en 2018 asignaron tentativamente este espécimen a Sigilmassasaurus brevicollis dado su tamaño. Sin embargo, en ausencia de material asociado, es difícil estar seguro de qué material pertenece a qué taxón.[20]
- FSAC-KK 11888: Es un esqueleto subadulto parcial recuperado de los lechos de Kem Kem del norte de África. Descrito por Ibrahim y colaboradores en 2014 y designado como espécimen de neotipo, aunque Evers y colaboradores en 2015 rechazan la designación de neotipo para FSAC-KK-11888.[41] Incluye vértebras cervicales, vértebras dorsales, espinas neurales, un sacro completo, fémures, tibias, falanges pedales, vértebras caudales, varias costillas dorsales y fragmentos de cráneo.[9] Se han debatido las proporciones del cuerpo del espécimen, ya que las extremidades traseras son desproporcionadamente más cortas en el espécimen que en reconstrucciones anteriores. Sin embargo, varios paleontólogos han demostrado que el espécimen no es una quimera y que de hecho es un espécimen de Spinosaurus, eso sugiere que el animal tenía extremidades traseras mucho más pequeñas de lo que se pensaba anteriormente.[42][43][44]

#### Posibles especímenes
Otros especímenes conocidos consisten principalmente en restos muy fragmentarios y dientes dispersos. Por ejemplo, dientes de la Formación Echkar de Níger ha sido referido a S. aegyptiacus. Posible material correspondiente a Spinosaurus ha sido reportado de las Arenas de Turkana de Kenia y la Formación Cabao de Libia, que está datada en el Hauteriviense. Sin embargo, la asignación al género Spinosaurus es tentativa.
Otros especímenes conocidos consisten principalmente en restos muy fragmentarios y dientes dispersos. Un artículo de 1986 describió estructuras prismáticas en el esmalte dental de dos dientes de Spinosaurus de Túnez. Buffetaut en 1989 y 1992 refirió tres especímenes del Institut und Museum für Geologie und Paläontologie de la Universidad de Gotinga en Alemania a Spinosaurus, un fragmento de maxilar derecho IMGP 969-1, un fragmento de mandíbula IMGP 969-2 y un diente IMGP 969-3. Estos habían sido encontrados en un depósito del Cenomaniense Inferior o Albienseo Superior en el sureste de Marruecos en 1971. Kellner y Mader en 1997 describieron dos dientes de espinosáurido no dentados de Marruecos, LINHM 001 y LINHM 002 que eran "muy similares" a los dientes del holotipo de S. aegyptiacus. Los dientes de la Formación Chenini en Túnez que son "estrechos, algo redondeados en la sección transversal y carecen de los bordes dentados anterior y posterior característicos de los terópodos y los arcosaurios basales " fueron asignados a Spinosaurus en 2000. Los dientes de la Formación Echkar de Níger se remitieron tentativamente a Spinosaurus en 2007. Un diente parcial de 8 centímetros de largo comprado en una feria comercial de fósiles, supuestamente del lecho Kem Kem de Marruecos y atribuido a Spinosaurus maroccanus, mostró estrías longitudinales y microestructuras de 1 a 5 milímetrosde ancho entre las estrías en un artículo de 2010. MHNM.KK374, MHNM.KK375, MHNM.KK376, MHNM.KK377 y MHNM.KK378 son cinco cuadrados aislados, huesos del cráneo, de diferentes tamaños que fueron recolectados por lugareños y adquiridos comercialmente en la región de Kem Kem en el sureste de Marruecos, provistos por François Escuillié y están depositados en las colecciones del Muséum d'Histoire. Naturaleza de Marrakech. Los cuadrados muestran dos morfologías diferentes, lo que sugiere la existencia de dos espinosáuridos en Marruecos.

### Posibles sinónimos
Algunos científicos han considerado el género Sigilmassasaurus un sinónimo menor de Spinosaurus. En Ibrahim y colegas de 2014, los especímenes de Sigilmassasaurus se refirieron a Spinosaurus aegyptiacus junto con "Spinosaurus B" como el neotipo y Spinosaurus maroccanus se consideró como dudoso siguiendo las conclusiones de los otros artículos. Una nueva descripción de 2015 de Sigilmassasaurus cuestionó estas conclusiones y consideró válido el género. Esta conclusión fue apoyada aún más en 2018 por Arden y colegas, quienes consideran Sigilmassasaurus como un género distinto, aunque un pariente muy cercano de Spinosaurus , los dos unificados en la tribu Spinosaurini, acuñada en el estudio.
En un próximo artículo de 2020 escrito por Symth et al. a evaluar los especímenes de espinosaurios del Grupo Kem Kem se sugiere que el espinosaurio brasileño Oxalaia es un posible sinónimo menor de Spinosaurus aegyptiacus. Esto se basó en observar los especímenes asignados a Oxalaia y las supuestas autapomorfias de este taxón como insignificantes y caen dentro del hipodigma de Spinosaurus aegyptiacus . Si está respaldado por estudios futuros, esto implicaría que Spinosaurus aegyptiacus tuvo una distribución más amplia y apoya el intercambio de fauna entre América del Sur y África durante este tiempo. Además, el estudio indica además sinonimia entre Spinosaurus y Sigilmassasaurus.

## Clasificación
Spinosaurus le da el nombre a una familia de dinosaurios, los Spinosauridae, la cual incluye dos subfamilias, Baryonychinae y Spinosaurinae. Baryonychinae incluye a Baryonyx del sudeste de Inglaterra, Irritator y Angaturama del Brasil, Suchomimus de Níger en el centro de África, y posiblemente a Siamosaurus, en Tailandia que puede ser sinónimo de Irritator. Estos géneros de Spinosaurus están más estrechamente vinculados a Irritator, con el que comparten los dientes estrechos y sin aserrar.  Los espinosaurinídos comparten dientes rectos no dentados que están muy separados en menor número, por ejemplo 12 en cada maxilar, a diferencia de los barioniquinídos, que tienen numerosos dientes curvos aserrados llegando a tener 30 en cada maxilar.

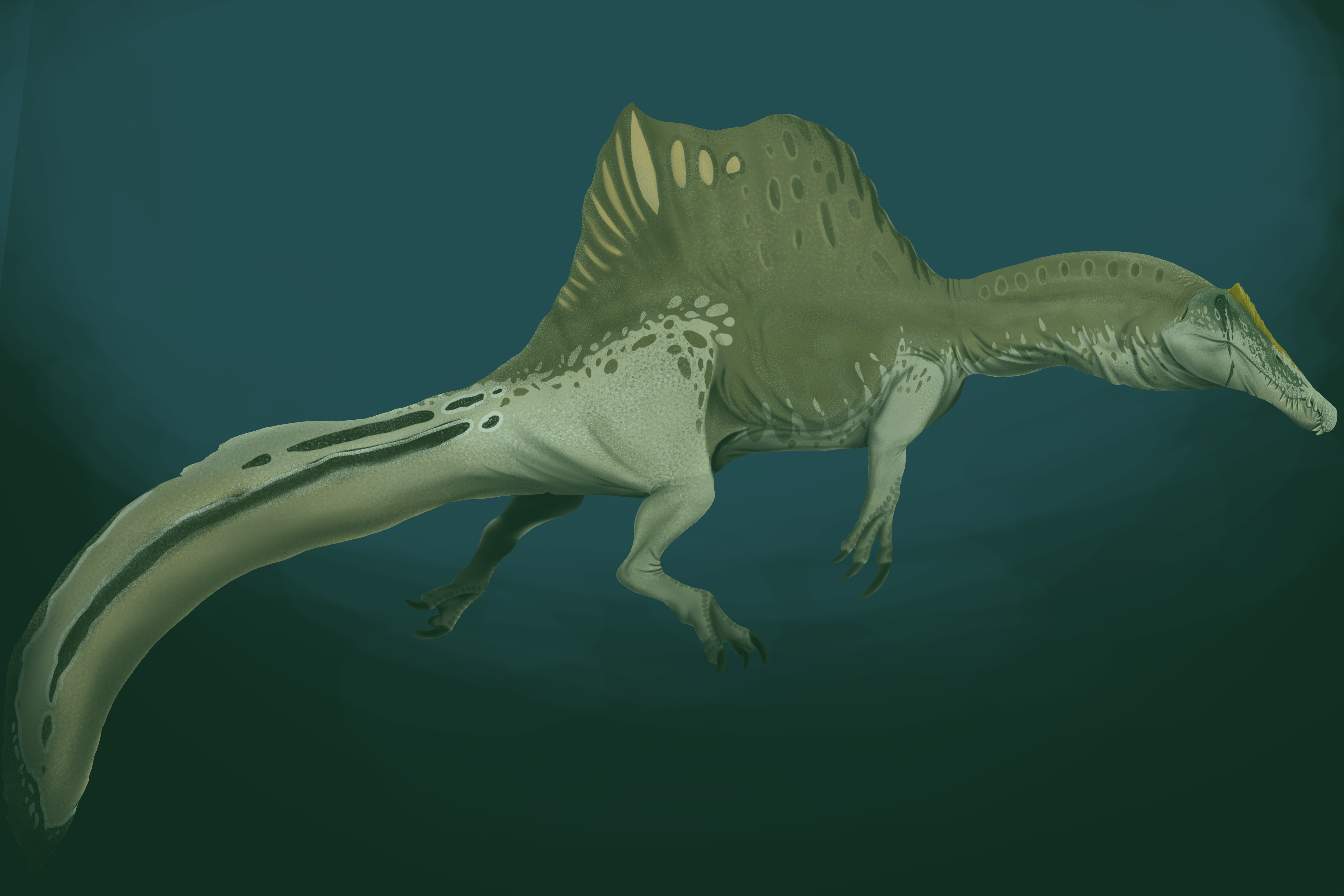
Recreación en vida de un Spinosaurus nadando en su entorno.

La subfamilia Spinosaurinae fue nombrada por Sereno en 1998 y definida por Holtz y sus colegas en 2004 como todos los taxones más cercanos a Spinosaurus aegyptiacus que a Baryonyx walkeri. La subfamilia Baryonychinae fue nombrada por Charig & Milner en 1986. Erigieron tanto la subfamilia como la familia Baryonychidae para el recién descubierto Baryonyx, antes de que se refiriera a Spinosauridae. Su subfamilia fue definida por Holtz y sus colegas en 2004, como el clado complementario de todos los taxones más cercano a Baryonyx walkeri que a Spinosaurus aegyptiacus. Los exámenes realizados por Marcos Sales, Cesar Schultz y colegas en 2017 indican que los espinosáuridos sudamericanos Angaturama, Irritator y Oxalaia eran intermedios entre Baronychinae y Spinosaurinae según sus características craneodentales y análisis cladístico. Esto indica que Baryonychinae puede, de hecho, no ser monofilético.
En 2003, Rauhut sugirió que el Spinosaurus de Stromer es en realidad una quimera, consistiendo en una vértebra dorsal de un carcarodontosáurido similar al Acrocanthosaurus y la dentadura de un terópodo similar al Baryonyx. Este análisis, sin embargo, es refutado en recientes estudios.

### Filogenia

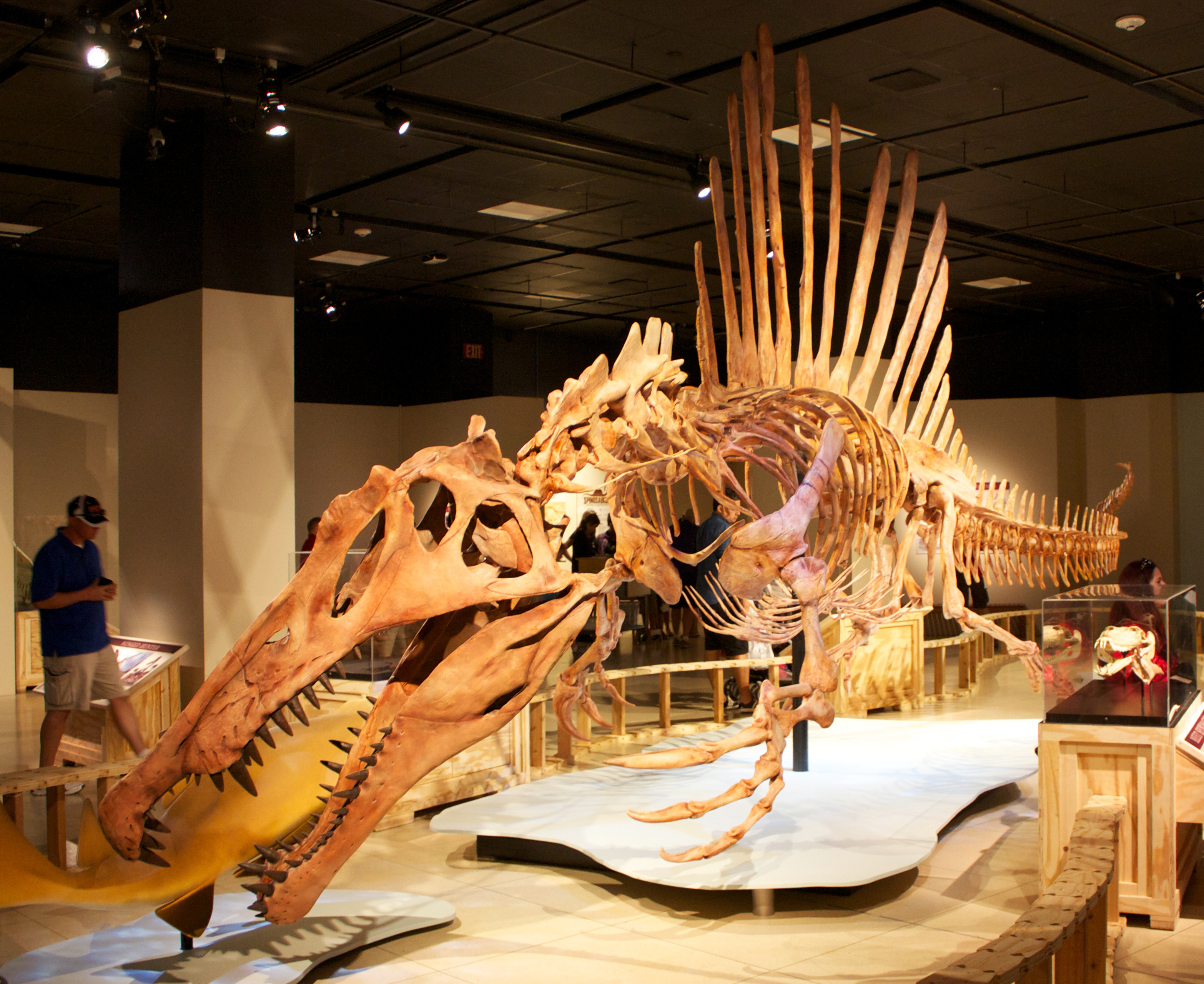
Esqueleto montado en la postura de natación en 2014, museo National Geographic.

Cladograma de Spinosauridae que muestra la ubicación de Spinosaurus, según Sereno et al. en 1998, Pisani et al. wn 2002, y Benson en 2010.

|  | Baryonyx   |
|  |            |
|  | Suchomimus |
|  |            |

|  | Irritator   |
|  |             |
|  | Spinosaurus |
|  |             |

|  | Baryonyx   |
|  |            |
|  | Suchomimus |
|  |            |

|  | Irritator   |
|  |             |
|  | Spinosaurus |
|  |             |

Posición que aparece wen el libro The Dinosauria de 2004 según Holtz et al. quienes clasificaron a Baryonyx y Suchomimus "como un solo taxón" porque eran "casi idénticos"
|  | Baryonychinae |
|  |               |

|  | Irritator   |
|  |             |
|  | Spinosaurus |
|  |             |

|  | Baryonychinae |
|  |               |

|  | Irritator   |
|  |             |
|  | Spinosaurus |
|  |             |

|  | Angaturama                                              |
|  |                                                         |
|  | \| \| Oxalaia \| \| \| \| \| \| Spinosaurus \| \| \| \| |
|  |                                                         |
|  | Oxalaia                                                 |
|  |                                                         |
|  | Spinosaurus                                             |
|  |                                                         |

|  | Oxalaia     |
|  |             |
|  | Spinosaurus |
|  |             |

|  | Angaturama                                              |
|  |                                                         |
|  | \| \| Oxalaia \| \| \| \| \| \| Spinosaurus \| \| \| \| |
|  |                                                         |
|  | Oxalaia                                                 |
|  |                                                         |
|  | Spinosaurus                                             |
|  |                                                         |

|  | Oxalaia     |
|  |             |
|  | Spinosaurus |
|  |             |

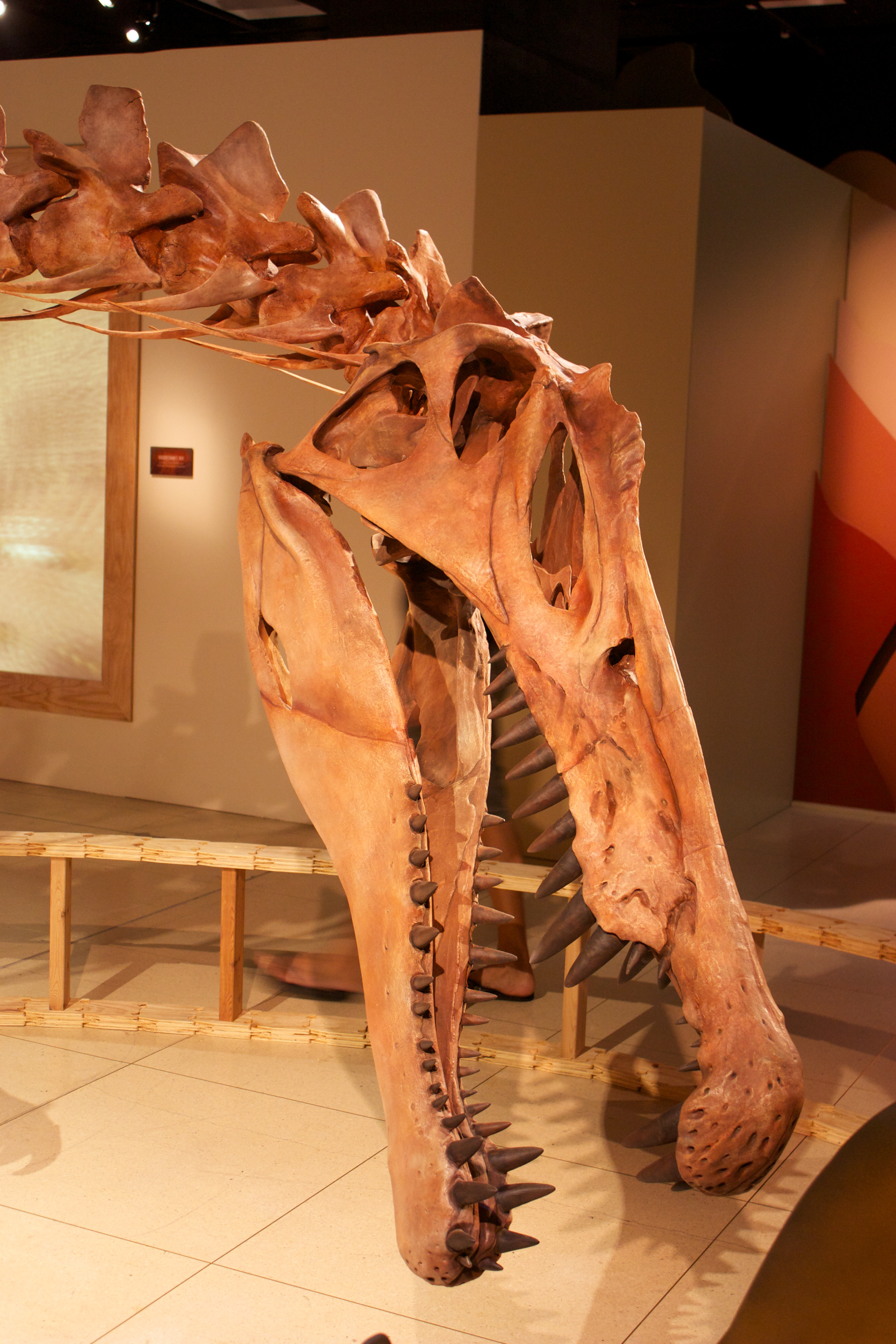
Cráneo y cuello reconstruidos

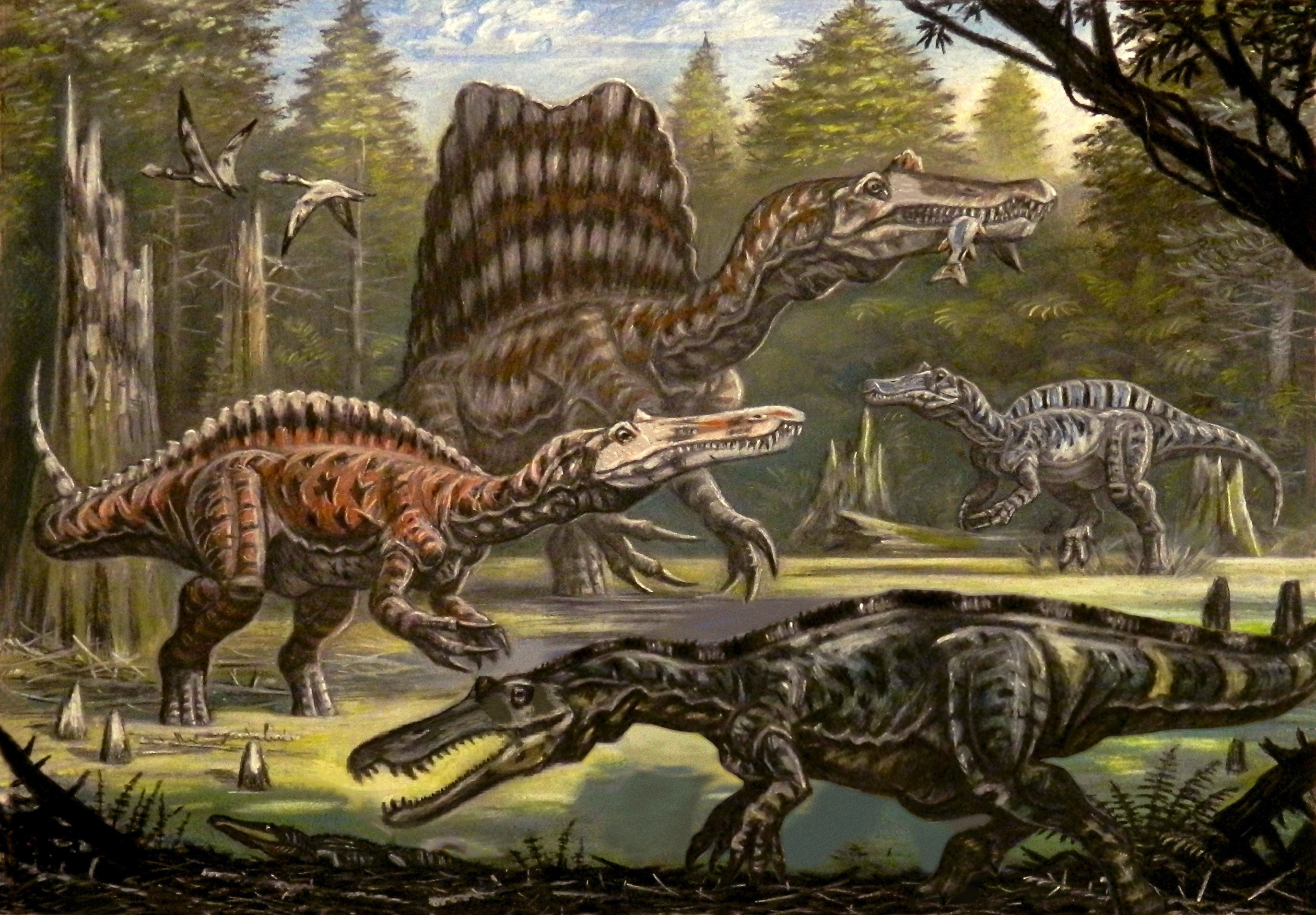
Restauración de varios espinosáuridos que no vivieron en el mismo tiempo o espacio

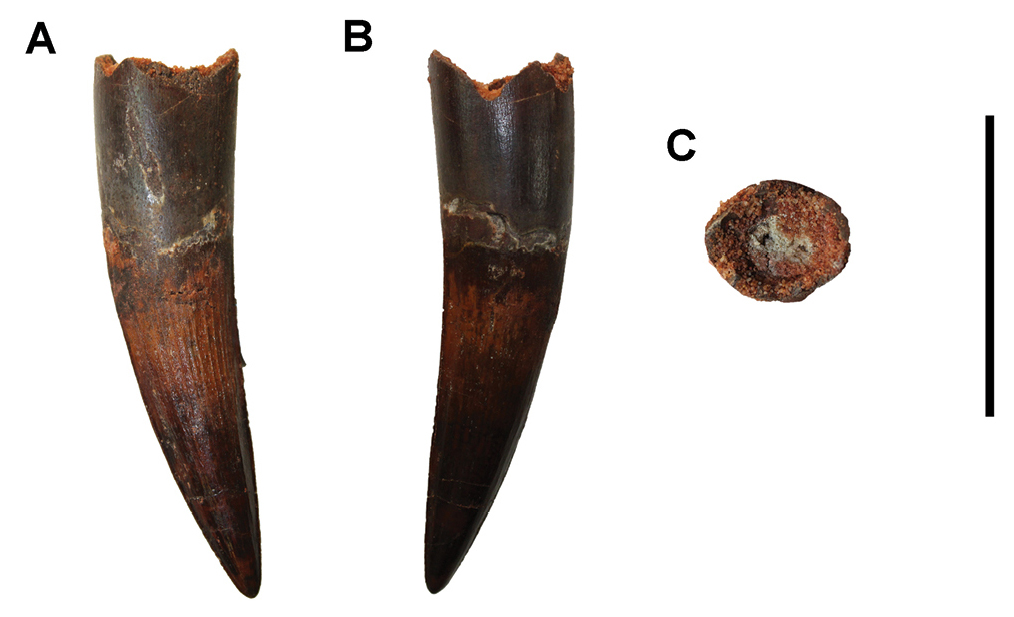
Diente de Marruecos en varias vistas

El siguiente cladograma muestra los hallazgos de Arden y colegas de 2018.

|  | Baryonyx walkeri      |
|  |                       |
|  | Suchomimus tenerensis |
|  |                       |

|              | Irritator challengeri |
|              | |
|              | Oxalaia quilombensis |
|              | |
| Spinosaurini | \| \| taxón Gara Samani \| \| \| \| \| \| Sigilmassasaurus brevicollis \| \| \| \| \| \| Spinosaurus aegyptiacus \| \| \| \| |
|              | \| \| taxón Gara Samani \| \| \| \| \| \| Sigilmassasaurus brevicollis \| \| \| \| \| \| Spinosaurus aegyptiacus \| \| \| \| |
|              | taxón Gara Samani |
|              | |
|              | Sigilmassasaurus brevicollis                                                                                                 |
|              | |
|              | Spinosaurus aegyptiacus |
|              | |

|  | taxón Gara Samani            |
|  |                              |
|  | Sigilmassasaurus brevicollis |
|  |                              |
|  | Spinosaurus aegyptiacus      |
|  |                              |

|              | Irritator challengeri |
|              | |
|              | Oxalaia quilombensis |
|              | |
| Spinosaurini | \| \| taxón Gara Samani \| \| \| \| \| \| Sigilmassasaurus brevicollis \| \| \| \| \| \| Spinosaurus aegyptiacus \| \| \| \| |
|              | \| \| taxón Gara Samani \| \| \| \| \| \| Sigilmassasaurus brevicollis \| \| \| \| \| \| Spinosaurus aegyptiacus \| \| \| \| |
|              | taxón Gara Samani |
|              | |
|              | Sigilmassasaurus brevicollis                                                                                                 |
|              | |
|              | Spinosaurus aegyptiacus |
|              | |

|  | taxón Gara Samani            |
|  |                              |
|  | Sigilmassasaurus brevicollis |
|  |                              |
|  | Spinosaurus aegyptiacus      |
|  |                              |

|              | Irritator challengeri |
|              | |
|              | Oxalaia quilombensis |
|              | |
| Spinosaurini | \| \| taxón Gara Samani \| \| \| \| \| \| Sigilmassasaurus brevicollis \| \| \| \| \| \| Spinosaurus aegyptiacus \| \| \| \| |
|              | \| \| taxón Gara Samani \| \| \| \| \| \| Sigilmassasaurus brevicollis \| \| \| \| \| \| Spinosaurus aegyptiacus \| \| \| \| |
|              | taxón Gara Samani |
|              | |
|              | Sigilmassasaurus brevicollis                                                                                                 |
|              | |
|              | Spinosaurus aegyptiacus |
|              | |

|  | taxón Gara Samani            |
|  |                              |
|  | Sigilmassasaurus brevicollis |
|  |                              |
|  | Spinosaurus aegyptiacus      |
|  |                              |

|              | Irritator challengeri |
|              | |
|              | Oxalaia quilombensis |
|              | |
| Spinosaurini | \| \| taxón Gara Samani \| \| \| \| \| \| Sigilmassasaurus brevicollis \| \| \| \| \| \| Spinosaurus aegyptiacus \| \| \| \| |
|              | \| \| taxón Gara Samani \| \| \| \| \| \| Sigilmassasaurus brevicollis \| \| \| \| \| \| Spinosaurus aegyptiacus \| \| \| \| |
|              | taxón Gara Samani |
|              | |
|              | Sigilmassasaurus brevicollis                                                                                                 |
|              | |
|              | Spinosaurus aegyptiacus |
|              | |

|  | taxón Gara Samani            |
|  |                              |
|  | Sigilmassasaurus brevicollis |
|  |                              |
|  | Spinosaurus aegyptiacus      |
|  |                              |

|              | Irritator challengeri |
|              | |
|              | Oxalaia quilombensis |
|              | |
| Spinosaurini | \| \| taxón Gara Samani \| \| \| \| \| \| Sigilmassasaurus brevicollis \| \| \| \| \| \| Spinosaurus aegyptiacus \| \| \| \| |
|              | \| \| taxón Gara Samani \| \| \| \| \| \| Sigilmassasaurus brevicollis \| \| \| \| \| \| Spinosaurus aegyptiacus \| \| \| \| |
|              | taxón Gara Samani |
|              | |
|              | Sigilmassasaurus brevicollis                                                                                                 |
|              | |
|              | Spinosaurus aegyptiacus |
|              | |

|  | taxón Gara Samani            |
|  |                              |
|  | Sigilmassasaurus brevicollis |
|  |                              |
|  | Spinosaurus aegyptiacus      |
|  |                              |

|              | Irritator challengeri |
|              | |
|              | Oxalaia quilombensis |
|              | |
| Spinosaurini | \| \| taxón Gara Samani \| \| \| \| \| \| Sigilmassasaurus brevicollis \| \| \| \| \| \| Spinosaurus aegyptiacus \| \| \| \| |
|              | \| \| taxón Gara Samani \| \| \| \| \| \| Sigilmassasaurus brevicollis \| \| \| \| \| \| Spinosaurus aegyptiacus \| \| \| \| |
|              | taxón Gara Samani |
|              | |
|              | Sigilmassasaurus brevicollis                                                                                                 |
|              | |
|              | Spinosaurus aegyptiacus |
|              | |

|  | taxón Gara Samani            |
|  |                              |
|  | Sigilmassasaurus brevicollis |
|  |                              |
|  | Spinosaurus aegyptiacus      |
|  |                              |

|              | Irritator challengeri |
|              | |
|              | Oxalaia quilombensis |
|              | |
| Spinosaurini | \| \| taxón Gara Samani \| \| \| \| \| \| Sigilmassasaurus brevicollis \| \| \| \| \| \| Spinosaurus aegyptiacus \| \| \| \| |
|              | \| \| taxón Gara Samani \| \| \| \| \| \| Sigilmassasaurus brevicollis \| \| \| \| \| \| Spinosaurus aegyptiacus \| \| \| \| |
|              | taxón Gara Samani |
|              | |
|              | Sigilmassasaurus brevicollis                                                                                                 |
|              | |
|              | Spinosaurus aegyptiacus |
|              | |

|  | taxón Gara Samani            |
|  |                              |
|  | Sigilmassasaurus brevicollis |
|  |                              |
|  | Spinosaurus aegyptiacus      |
|  |                              |

|              | Irritator challengeri |
|              | |
|              | Oxalaia quilombensis |
|              | |
| Spinosaurini | \| \| taxón Gara Samani \| \| \| \| \| \| Sigilmassasaurus brevicollis \| \| \| \| \| \| Spinosaurus aegyptiacus \| \| \| \| |
|              | \| \| taxón Gara Samani \| \| \| \| \| \| Sigilmassasaurus brevicollis \| \| \| \| \| \| Spinosaurus aegyptiacus \| \| \| \| |
|              | taxón Gara Samani |
|              | |
|              | Sigilmassasaurus brevicollis                                                                                                 |
|              | |
|              | Spinosaurus aegyptiacus |
|              | |

|  | taxón Gara Samani            |
|  |                              |
|  | Sigilmassasaurus brevicollis |
|  |                              |
|  | Spinosaurus aegyptiacus      |
|  |                              |

|  | Baryonyx walkeri      |
|  |                       |
|  | Suchomimus tenerensis |
|  |                       |

|              | Irritator challengeri |
|              | |
|              | Oxalaia quilombensis |
|              | |
| Spinosaurini | \| \| taxón Gara Samani \| \| \| \| \| \| Sigilmassasaurus brevicollis \| \| \| \| \| \| Spinosaurus aegyptiacus \| \| \| \| |
|              | \| \| taxón Gara Samani \| \| \| \| \| \| Sigilmassasaurus brevicollis \| \| \| \| \| \| Spinosaurus aegyptiacus \| \| \| \| |
|              | taxón Gara Samani |
|              | |
|              | Sigilmassasaurus brevicollis                                                                                                 |
|              | |
|              | Spinosaurus aegyptiacus |
|              | |

|  | taxón Gara Samani            |
|  |                              |
|  | Sigilmassasaurus brevicollis |
|  |                              |
|  | Spinosaurus aegyptiacus      |
|  |                              |

|              | Irritator challengeri |
|              | |
|              | Oxalaia quilombensis |
|              | |
| Spinosaurini | \| \| taxón Gara Samani \| \| \| \| \| \| Sigilmassasaurus brevicollis \| \| \| \| \| \| Spinosaurus aegyptiacus \| \| \| \| |
|              | \| \| taxón Gara Samani \| \| \| \| \| \| Sigilmassasaurus brevicollis \| \| \| \| \| \| Spinosaurus aegyptiacus \| \| \| \| |
|              | taxón Gara Samani |
|              | |
|              | Sigilmassasaurus brevicollis                                                                                                 |
|              | |
|              | Spinosaurus aegyptiacus |
|              | |

|  | taxón Gara Samani            |
|  |                              |
|  | Sigilmassasaurus brevicollis |
|  |                              |
|  | Spinosaurus aegyptiacus      |
|  |                              |

|              | Irritator challengeri |
|              | |
|              | Oxalaia quilombensis |
|              | |
| Spinosaurini | \| \| taxón Gara Samani \| \| \| \| \| \| Sigilmassasaurus brevicollis \| \| \| \| \| \| Spinosaurus aegyptiacus \| \| \| \| |
|              | \| \| taxón Gara Samani \| \| \| \| \| \| Sigilmassasaurus brevicollis \| \| \| \| \| \| Spinosaurus aegyptiacus \| \| \| \| |
|              | taxón Gara Samani |
|              | |
|              | Sigilmassasaurus brevicollis                                                                                                 |
|              | |
|              | Spinosaurus aegyptiacus |
|              | |

|  | taxón Gara Samani            |
|  |                              |
|  | Sigilmassasaurus brevicollis |
|  |                              |
|  | Spinosaurus aegyptiacus      |
|  |                              |

|              | Irritator challengeri |
|              | |
|              | Oxalaia quilombensis |
|              | |
| Spinosaurini | \| \| taxón Gara Samani \| \| \| \| \| \| Sigilmassasaurus brevicollis \| \| \| \| \| \| Spinosaurus aegyptiacus \| \| \| \| |
|              | \| \| taxón Gara Samani \| \| \| \| \| \| Sigilmassasaurus brevicollis \| \| \| \| \| \| Spinosaurus aegyptiacus \| \| \| \| |
|              | taxón Gara Samani |
|              | |
|              | Sigilmassasaurus brevicollis                                                                                                 |
|              | |
|              | Spinosaurus aegyptiacus |
|              | |

|  | taxón Gara Samani            |
|  |                              |
|  | Sigilmassasaurus brevicollis |
|  |                              |
|  | Spinosaurus aegyptiacus      |
|  |                              |

|              | Irritator challengeri |
|              | |
|              | Oxalaia quilombensis |
|              | |
| Spinosaurini | \| \| taxón Gara Samani \| \| \| \| \| \| Sigilmassasaurus brevicollis \| \| \| \| \| \| Spinosaurus aegyptiacus \| \| \| \| |
|              | \| \| taxón Gara Samani \| \| \| \| \| \| Sigilmassasaurus brevicollis \| \| \| \| \| \| Spinosaurus aegyptiacus \| \| \| \| |
|              | taxón Gara Samani |
|              | |
|              | Sigilmassasaurus brevicollis                                                                                                 |
|              | |
|              | Spinosaurus aegyptiacus |
|              | |

|  | taxón Gara Samani            |
|  |                              |
|  | Sigilmassasaurus brevicollis |
|  |                              |
|  | Spinosaurus aegyptiacus      |
|  |                              |

|              | Irritator challengeri |
|              | |
|              | Oxalaia quilombensis |
|              | |
| Spinosaurini | \| \| taxón Gara Samani \| \| \| \| \| \| Sigilmassasaurus brevicollis \| \| \| \| \| \| Spinosaurus aegyptiacus \| \| \| \| |
|              | \| \| taxón Gara Samani \| \| \| \| \| \| Sigilmassasaurus brevicollis \| \| \| \| \| \| Spinosaurus aegyptiacus \| \| \| \| |
|              | taxón Gara Samani |
|              | |
|              | Sigilmassasaurus brevicollis                                                                                                 |
|              | |
|              | Spinosaurus aegyptiacus |
|              | |

|  | taxón Gara Samani            |
|  |                              |
|  | Sigilmassasaurus brevicollis |
|  |                              |
|  | Spinosaurus aegyptiacus      |
|  |                              |

|              | Irritator challengeri |
|              | |
|              | Oxalaia quilombensis |
|              | |
| Spinosaurini | \| \| taxón Gara Samani \| \| \| \| \| \| Sigilmassasaurus brevicollis \| \| \| \| \| \| Spinosaurus aegyptiacus \| \| \| \| |
|              | \| \| taxón Gara Samani \| \| \| \| \| \| Sigilmassasaurus brevicollis \| \| \| \| \| \| Spinosaurus aegyptiacus \| \| \| \| |
|              | taxón Gara Samani |
|              | |
|              | Sigilmassasaurus brevicollis                                                                                                 |
|              | |
|              | Spinosaurus aegyptiacus |
|              | |

|  | taxón Gara Samani            |
|  |                              |
|  | Sigilmassasaurus brevicollis |
|  |                              |
|  | Spinosaurus aegyptiacus      |
|  |                              |

|              | Irritator challengeri |
|              | |
|              | Oxalaia quilombensis |
|              | |
| Spinosaurini | \| \| taxón Gara Samani \| \| \| \| \| \| Sigilmassasaurus brevicollis \| \| \| \| \| \| Spinosaurus aegyptiacus \| \| \| \| |
|              | \| \| taxón Gara Samani \| \| \| \| \| \| Sigilmassasaurus brevicollis \| \| \| \| \| \| Spinosaurus aegyptiacus \| \| \| \| |
|              | taxón Gara Samani |
|              | |
|              | Sigilmassasaurus brevicollis                                                                                                 |
|              | |
|              | Spinosaurus aegyptiacus |
|              | |

|  | taxón Gara Samani            |
|  |                              |
|  | Sigilmassasaurus brevicollis |
|  |                              |
|  | Spinosaurus aegyptiacus      |
|  |                              |

## Paleobiología

### Postura

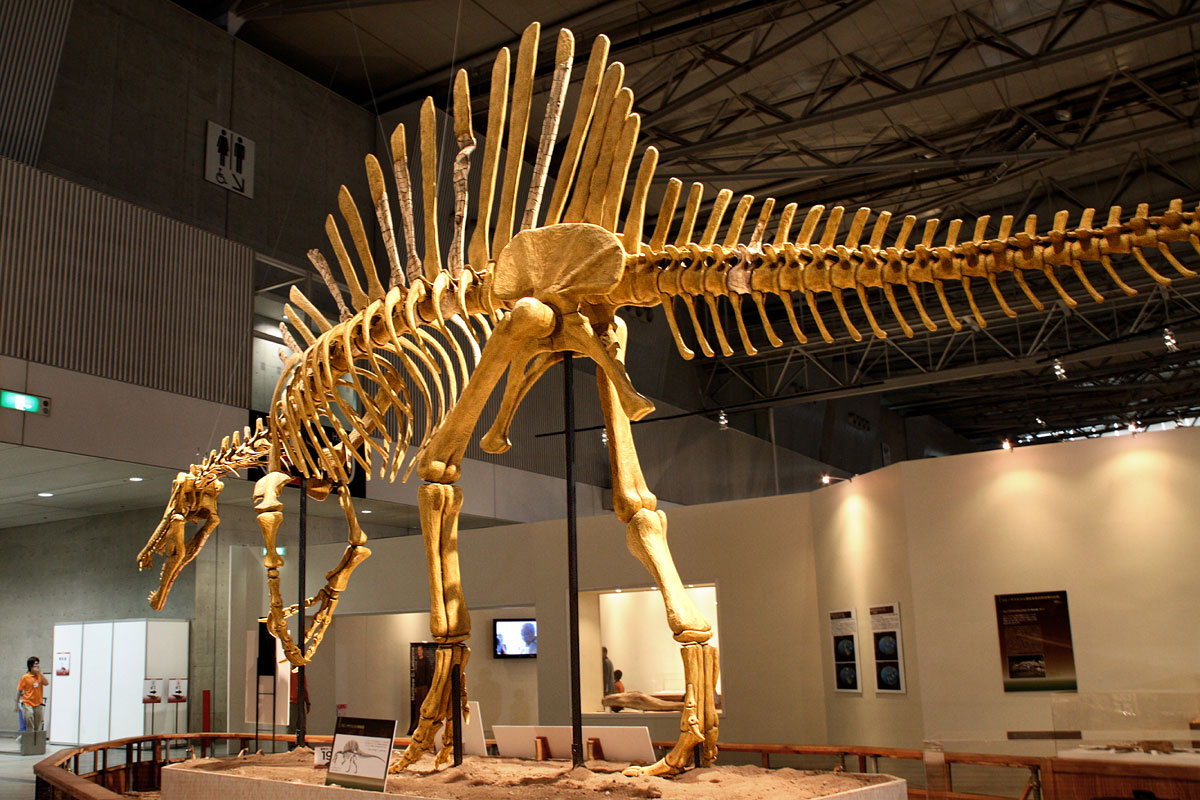
Región de la cadera de una reconstrucción de 2009.

Aunque tradicionalmente los espinosaurios son considerados como bípedos, se ha sugerido desde la década de 1970 que Spinosaurus adoptaba la postura cuadrúpeda al menos ocasionalmente. Esto se vio propulsado con el descubrimiento de Baryonyx, y sus robustos brazos. Debido a la masa de la hipotética joroba dorsal adiposa de Spinosaurus, Bailey en 1997 era afín a la posición cuadrúpeda, llevando a nuevas reconstrucciones que lo muestran así. Los terópodos, incluyendo a los espinosáuridos, no eran capaces de colocar sus manos en pronación, es decir, rotar el antebrazo de modo que la palma se oriente hacia abajo, lo cual impediría una postura cuadrúpeda efectiva, aunque una postura de descanso sobre los lados de las manos si es posible, tal como muestran las huellas fósiles de un terópodo del Jurásico Inferior. Esta hipótesis ha caído en desuso, por lo menos como postura principal, aunque los espinosáuridos pudieron haberse agachado en una postura cuadrúpeda.

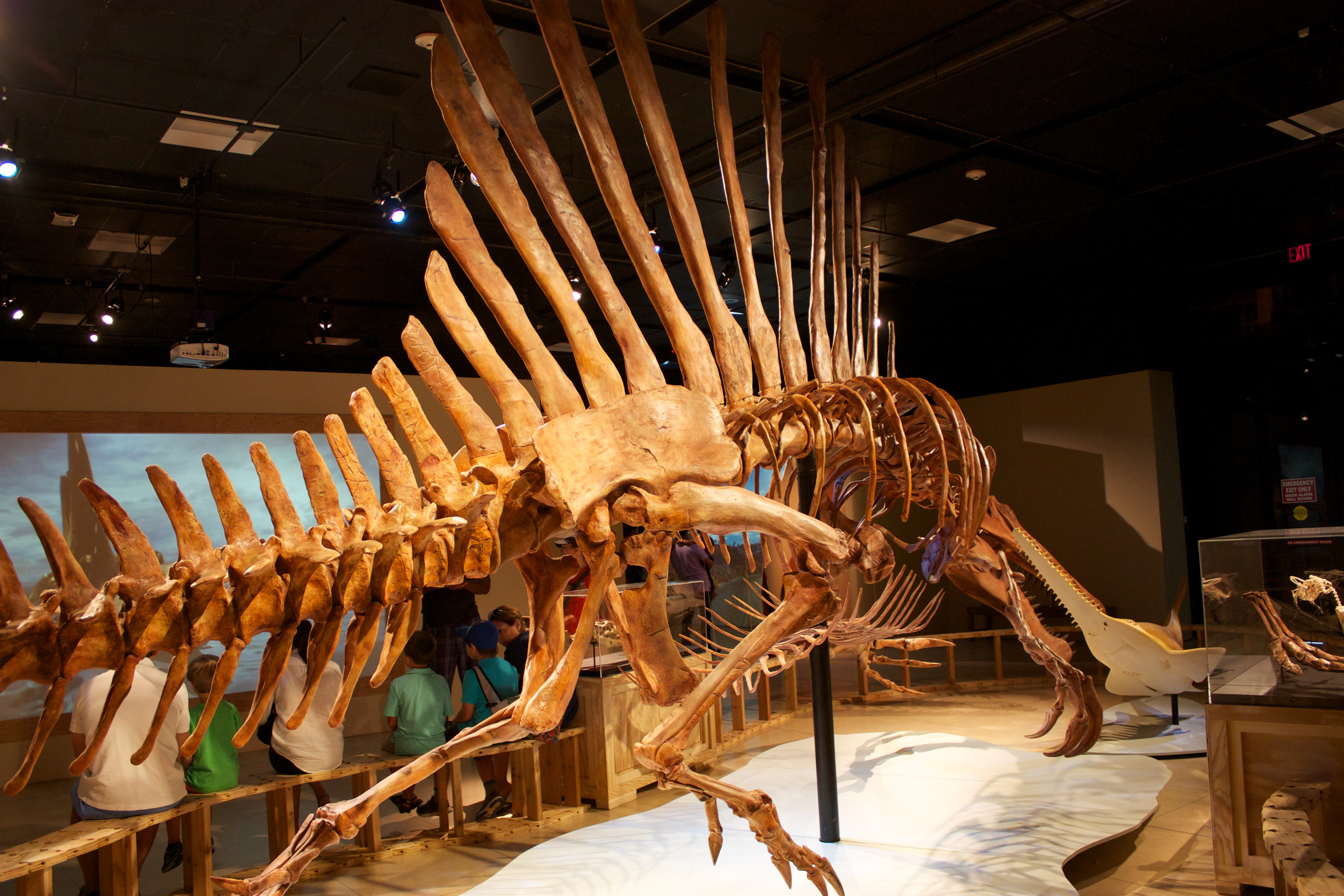
Región de la cadera de la reconstrucción de 2014.

Un estudio publicado en 2014 de Nizar Ibrahim, Paul Sereno y colaboradores en que se describen nuevos fósiles de Spinosaurus, propuso que sus patas eran demasiado cortas para moverse eficientemente en tierra, obligándolo a ser cuadrúpedo para moverse por fuera de su ambiente acuático. La reconstrucción usada en dicho estudio era una extrapolación basada en individuos de diferentes tamaños, puestos a una misma escala con lo que se asume son las proporciones correctas. El artículo encontró que las extremidades traseras del Spinosaurus eran mucho más cortas de lo que se creía anteriormente, y que su centro de masa estaba ubicado en el punto medio de la región del tronco, a diferencia de cerca de la cadera como en los terópodos bípedos típicos. Estimando que un espécimen adulto pudo haber rondado los 15,2 metros de longitud y las 6,8 toneladas de peso, lo que lo volvería como el mayor terópodo en cuanto a longitud pero no en cuanto a peso. El paleontólogo John Hutchinson del Royal Veterinary College de la Universidad de Londres ha expresado su escepticismo sobre esta nueva reconstrucción, y ha advertido que el uso de diferentes especímenes puede resultar en quimeras inexactas.  El paleoartista Scott Hartman también ha criticado la reconstrucción ya que cree que las patas y la pelvis fueron ajustados con una escala incorrecta, 27% más cortos y no se corresponden con las medidas publicadas. Sin embargo, las respuestas de Ibrahim et al. a Hartmann y al también ilustrador Mark Witton han sido recibidas de manera positiva como confiables. Los autores del estudio argumentaron que probablemente estos interrogantes acerca de las proporciones de las patas se debiesen a que la reconstrucción en cuestión es tridimensional, el fémur y los otros huesos de las patas no se encuentran paralelos con respecto al eje vertical, sino que tienen un grado de inclinación hacia el exterior, provocando que parezca ligeramente más bajo de lo que es en realidad. Y sosteniendo que los datos fósiles son lo suficientemente sólidos para demostrar que Spinosaurus habría tendido unas patas traseras considerablemente más pequeñas que en la mayoría de los terópodos. En su redescripción de 2015 de Sigilmassasaurus, Evers y sus colegas argumentaron que Sigilmassasaurus era de hecho un género distinto de Spinosaurus y, por lo tanto, dudaron si el material asignado a Spinosaurus por Ibrahim et al. debe ser asignado a Spinosaurus o Sigilmassasaurus . En 2018, un análisis realizado por Henderson encontró que Spinosaurus probablemente era competente en la locomoción terrestre bípeda, encontró que el centro de masa estaba cerca de las caderas, lo que permitía que Spinosaurus se mantuviera erguido como otros terópodos bípedos.

### Alimentación

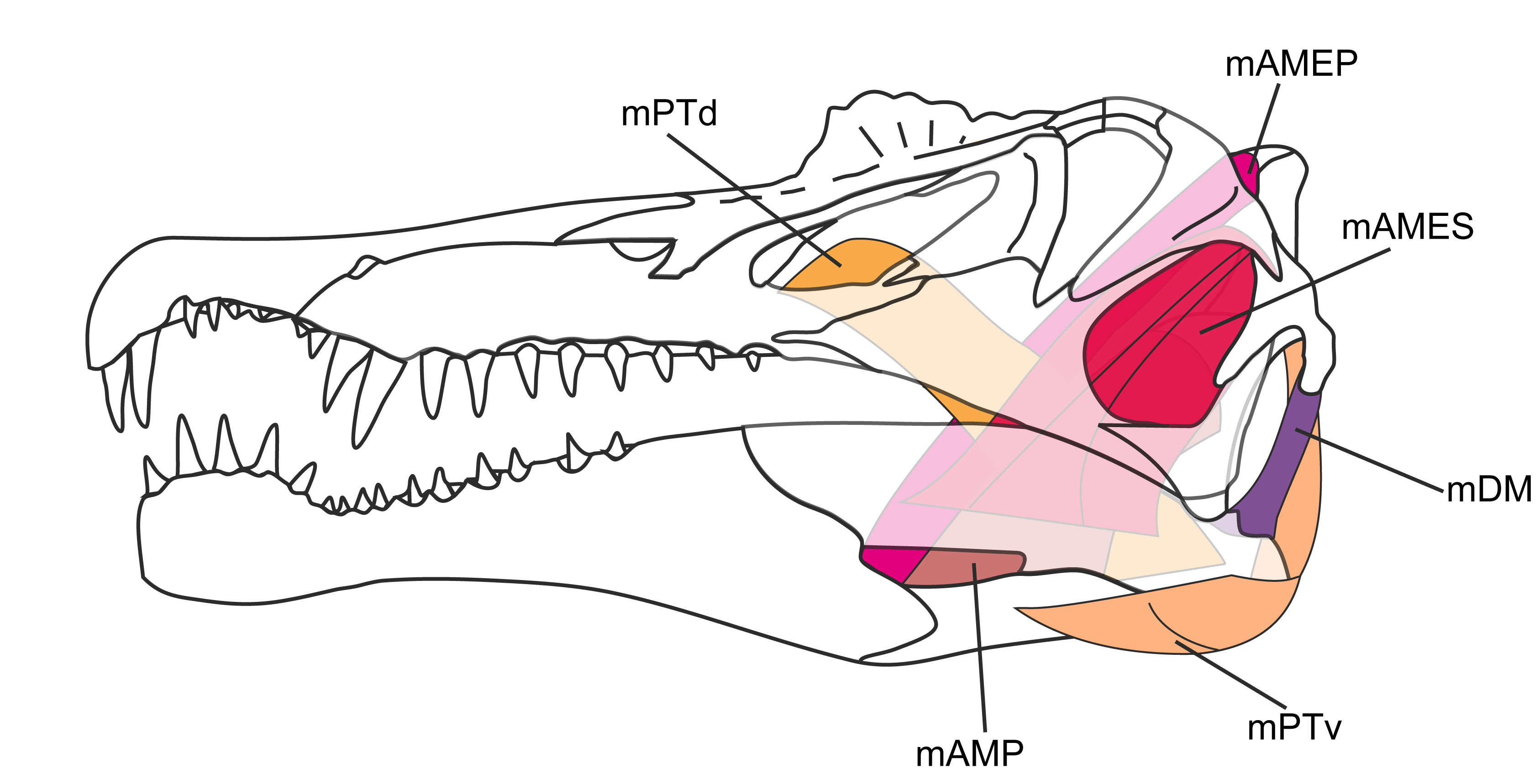
Diagrama que muestra a los músculos encargados de mover la mandíbula.

Es imposible decir si los Spinosaurus eran principalmente predadores de tierra o pescadores, como indicarían sus dientes cónicos y el hocico alargado y estrecho. La única prueba directa proviene de Europa y de Sudamérica. Baryonyx fue encontrado con escamas de pescado y huesos de un pequeño Iguanodon en asociación con sus restos y un ejemplar sudamericano relacionado se encontró con huesos de pterosaurio, lo que sugiere que cazaban ocasionalmente a estos reptiles voladores. La hipótesis de los espinosáuridos piscívoros especializados se había sugerido antes por A.J. Charig y A.C. Milner para Baryonyx. Basan esto en la semejanza anatómica con los cocodriloideos y la presencia de escamas de pescados quemadas con ácido digestivo en la reja costal del espécimen tipo de Baryonyx. Se sabe que hubo enormes peces en las faunas que contienen a otros espinosáuridos, incluyendo a Mawsonia, durante mediados del Cretácico de África y del Norte de Brasil. Spinosaurus es visto generalmente como un predador oportunista, comparable con el oso grizzly, pudiendo pescar, conseguir carroña o cazar presas. Posiblemente utilizara sus grandes garras para pescar, cazar, luchar y ahuyentar a otros carnívoros como Rugops y Carcharodontosaurus. Al tener unos dientes cónicos probablemente le servirían para sujetar como los cocodrilos actuales. Se ha sugerido que estos carnívoros enormes eran capaces de coexistir explotando diversos nichos ecológicos, particularmente porque los espinosáuridos tenían acceso más inmediato a la porción del alimento del agua dulce que los terópodos de una morfología más típica.
En 2009, Dal Sasso y colegas. informó los resultados de la tomografía computarizada de rayos X del hocico MSNM V4047. Como todos los forámenes en el exterior se comunicaban con un espacio en el interior del hocico, los autores especularon que Spinosaurus tenía receptores de presión dentro del espacio que le permitían sostener su hocico en la superficie del agua para detectar especies de presas nadadoras sin verlas. Un estudio de 2013 realizado por Andrew R. Cuff y Emily J. Rayfield concluyó que los datos biomecánicos sugieren que Spinosaurus no era un piscívoro obligado y que su dieta estaba más estrechamente relacionada con el tamaño de cada individuo. El rostro característicoLa morfología de Spinosaurus permitió que sus mandíbulas resistieran la flexión en dirección vertical, sin embargo, sus mandíbulas estaban mal adaptadas con respecto a resistir la flexión lateral en comparación con otros miembros de este grupo, Baryonyx, y los caimanes modernos, lo que muestra que Spinosaurus se alimentaba de peces con más frecuencia que de animales terrestres, aunque también se consideraban depredadores de los últimos.

### Función de la vela

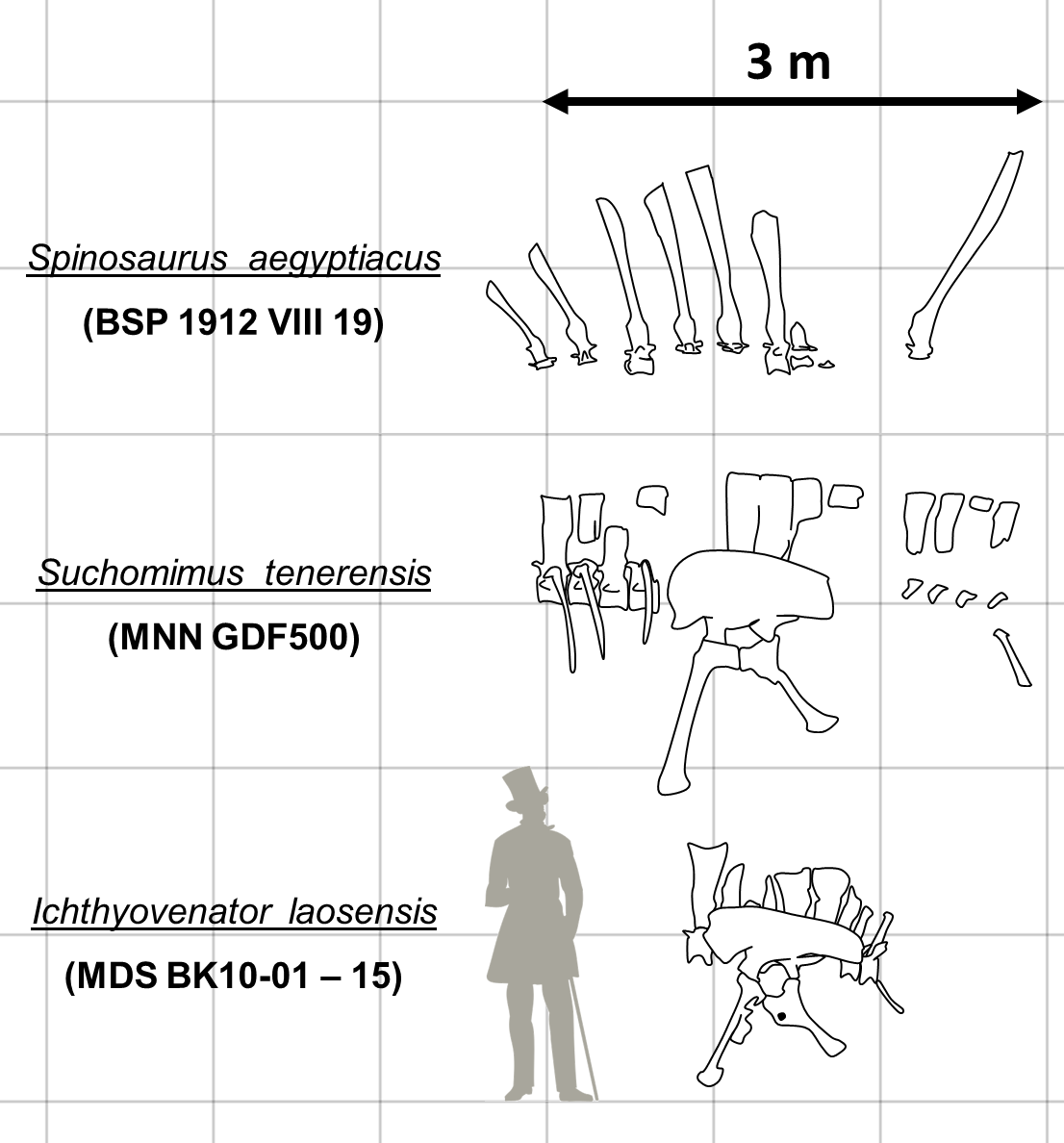
Comparación entre la región pélvica y las velas de la columna neural de tres espinosáuridos.

La función de la vela de este dinosaurio es incierta; los científicos han propuesto varias hipótesis que incluyen la regulación del calor corporal y la exhibición. Adicionalmente, un rasgo tan prominente en su espalda podría haberlo hecho lucir más grande de lo que era en realidad, intimidando a otros animales.
Estas estructura puede haber sido usada para la termorregulación. Si contenía abundantes vasos sanguíneos, el animal pudo haber usado la gran superficie de la vela para absorber calor. Esto implicaría que el animal era solo parcialmente de sangre caliente y vivía en climas en los que las temperaturas nocturnas eran frías o bajas y el cielo no era nublado usualmente. También es posible que la estructura fuera usada para irradiar el exceso de calor del cuerpo, en lugar de recolectarlo. Los animales grandes, debido a su relativamente pequeña área de superficie comparada con su volumen total corporal, principio de Haldane, se enfrentan a mayores problemas para disipar el exceso de calor a altas temperaturas que para ganar a bajas temperaturas. Las velas de los dinosaurios grandes añaden un área de piel considerable a sus cuerpos, con un incremento mínimo de volumen. Más aún, si la vela era girada de manera que no quedara enfrentada al sol, o posicionada a un ángulo de 90° hacia un viento frío, el animal pudo haberse refrigerado de manera eficaz en el clima cálido de África en el Cretácico. Sin embargo, Bailey en 1997 era de la opinión que una vela podría haber absorbido más calor del que podría irradiar. Bailey propuso en cambio que Spinosaurus y otros dinosaurios con largas espinas neurales sostenían en realidad jorobas con contenido graso en sus espaldas que eran útiles para almacenar energía, para aislamiento y protegerse del calor.

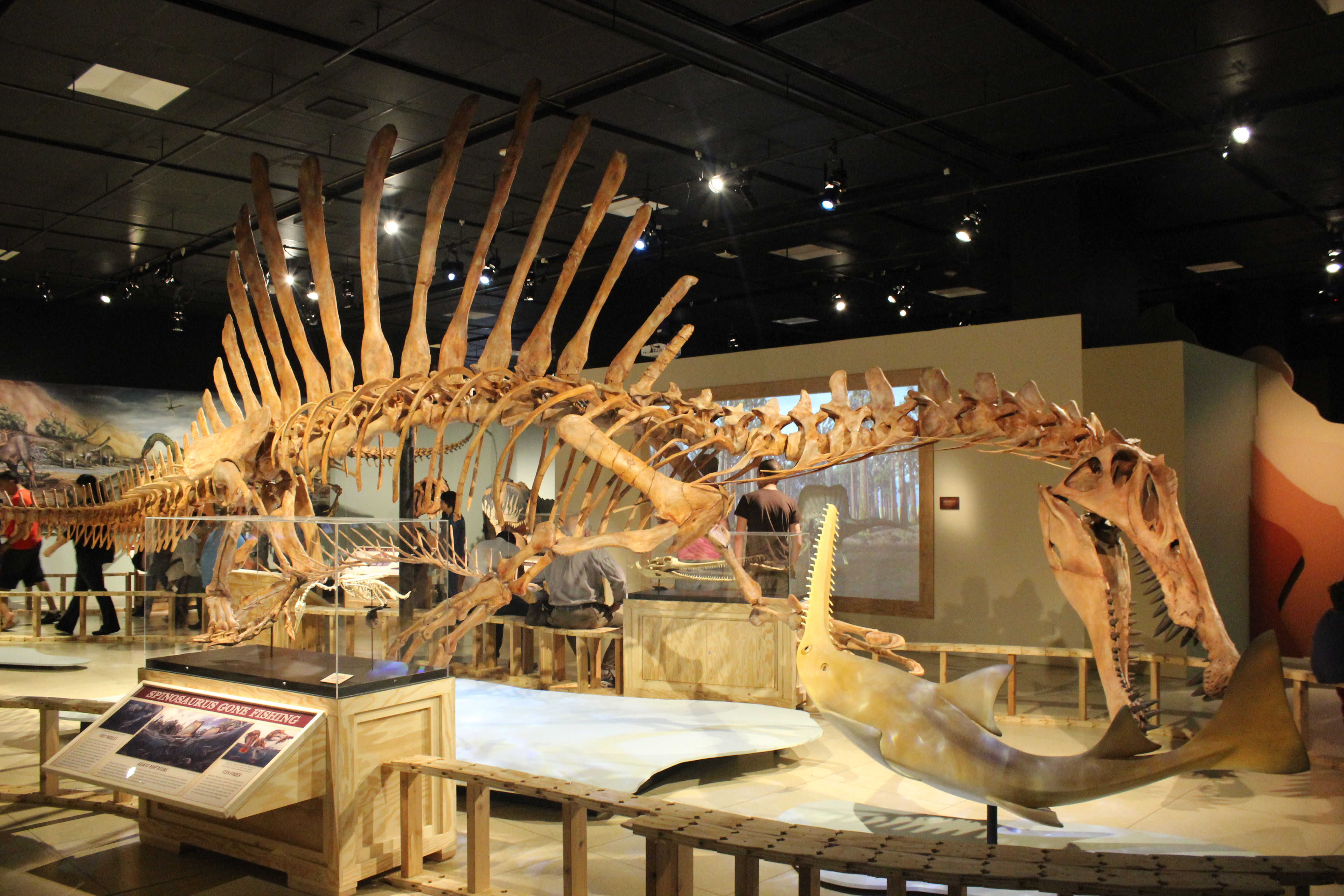
Vista lateral del esqueleto reconstruido

Las estructuras corporales de muchos animales modernos usualmente sirven para atraer a los miembros del sexo opuesto durante la época de apareamiento. Es muy posible que las velas o jorobas de estos dinosaurios fueran usadas en el cortejo, de forma similar a la cola del pavo real. Stromer especulaba que los machos y hembras pueden haber diferido en el tamaño de sus espinas neurales. Finalmente, es muy posible que la vela o joroba hubiera combinado estas funciones, actuando normalmente como un regulador de calor, convirtiéndose en parte de su cortejo durante el apareamiento, siendo usada para enfriarse y siendo un medio de intimidación cuando el animal se sentía amenazado.
Gimsa et al. en 2015 sugirieron que la vela dorsal de Spinosaurus era homóloga a las velas dorsales de los peces vela y servía a un propósito hidrodinámico. Gimsa y colaboradores señalaron que los espinosáuridos más primitivos y de extremidades largas tenían velas redondeadas o en forma de creciente, mientras que en Spinosaurus las espinas neurales dorsales configuran una forma aproximadamente rectangular que se asemeja a la aleta dorsal del pez vela. De ahí que ellos propusieran que Spinosaurus usaba su vela dorsal de la misma manera que estos peces, empleándola con su cola larga y estrecha para aturdir a sus presas como el actual tiburón zorro. Los peces vela emplean sus velas dorsales para recolectar cardúmenes de peces en un "salón de carnada" en la cual cooperan varios individuos para atrapar los peces en cierta área donde los peces vela pueden ir atrapando peces con sus hocicos. La vela pudo haber reducido la rotación al virar al contrarrestar la fuerza lateral en dirección opuesta a la diagonal como sugirieron Gimsa et al.
Escribieron específicamente: 

La anatomía exhibe otra característica que puede tener una analogía moderna: su larga cola se parecía a la del tiburón zorro, empleada para golpear el agua para arrear y aturdir a los bancos de peces antes de devorarlos. Las estrategias que emplean el pez vela y el tiburón zorro contra los bancos de peces son más efectivas cuando el banco se concentra primero en una "bola de cebo". Dado que esto es difícil de lograr para los depredadores individuales, cooperan en este esfuerzo. Al arrear un banco de peces o calamares, el pez vela también levanta sus velas para parecer más grande. Cuando cortan o limpian sus picos a través de los bancos de peces girando la cabeza, su vela dorsal y sus aletas están extendidas para estabilizar sus cuerpos hidrodinámicamente. Domenici y sus colegas en 2014 postulan que estas extensiones de aletas mejoran la precisión de los golpes y cortes. La vela puede reducir la rotación de guiñada al contrarrestar la fuerza lateral en la dirección opuesta a la barra. Esto significa que es menos probable que la presa reconozca la enorme trompa como parte de un depredador que se aproxima.

Spinosaurus exhibió las características anatómicas requeridas para combinar las tres estrategias de caza. Una vela para arrear presas de manera más eficiente, así como una cola y un cuello flexibles para golpear el agua para aturdir, herir o matar presas. La vela dorsal sumergida habría proporcionado una fuerte contrafuerza similar a la de una orza para los poderosos movimientos laterales del cuello fuerte y la cola larga, como los realizados por el pez vela (Domenici y colegas, 2014) o los tiburones zorro (Oliver y colegas, 2013). Si bien las velas o aletas dorsales más pequeñas hacen que el volumen de agua dorsal sea más accesible para el corte, se puede especular que su efecto de estabilización más pequeño hace que el corte lateral sea menos eficiente que por ejemplo, para los tiburones zorro. Formando un punto de apoyo hidrodinámico y estabilizando hidrodinámicamente el tronco a lo largo del eje dorsoventral,La vela de Spinosaurus también habría compensado la inercia del cuello lateral por los movimientos de la cola y viceversa no solo por la depredación sino también por la natación acelerada. Este comportamiento también podría haber sido una de las razones del pecho y el cuello musculosos de Spinosaurus informados por Ibrahim y sus colegas en 2014.

### Hábitos acuáticos
Un análisis de isótopos de 2010 realizado por Romain Amiot y sus colegas encontró que las proporciones de isótopos de oxígeno de los dientes de espinosáuridos, incluidos los dientes de Spinosaurus, indican estilos de vida semiacuáticos. Las proporciones de isótopos del esmalte dental y de otras partes de Spinosaurus, provenientes de Marruecos y Túnez y de otros depredadores de la misma área, como Carcharodontosaurus se compararon con composiciones isotópicas de terópodos, tortugas y cocodrilos contemporáneos. El estudio encontró que los dientes de cinco de las seis localidades muestreadas de Spinosaurus tenían proporciones de isótopos de oxígeno más cercanas a las de tortugas y cocodrilos en comparación con otros dientes de terópodos de las mismas localidades. Los autores postularon que Spinosaurus cambiaba entre hábitats terrestres y acuáticos para competir por el alimento con grandes cocodrilos y otros grandes terópodos, respectivamente.

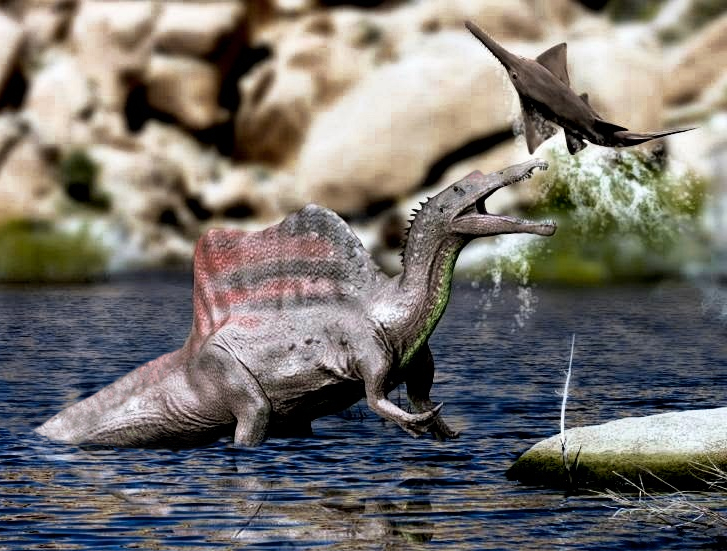
Restauración de Spinosaurus atando un Onchopristis en un modelo de depredación de vadeo.

Sin embargo, un estudio de 2018 realizado por Donald Henderson refuta la afirmación de que el Spinosaurus era semiacuático. Al estudiar la flotabilidad en los pulmones de los cocodrilos y compararla con la ubicación de los pulmones en Spinosaurus, se descubrió que Spinosaurus no podía hundirse o sumergirse por debajo de la superficie del agua. También era capaz de mantener toda su cabeza sobre la superficie del agua mientras flotaba, al igual que otros terópodos no acuáticos. Además, el estudio encontró que Spinosaurus tenía que remar continuamente con sus patas traseras para evitar volcarse de costado, algo que los animales semiacuáticos existentes no necesitan realizar. Por lo tanto, Henderson teorizó que Spinosaurus probablemente no cazaba completamente sumergido en el agua como se había planteado anteriormente, sino que habría pasado gran parte de su tiempo en tierra o en aguas poco profundas.
Estudios recientes de las vértebras de la cola de Spinosaurus refutan la propuesta de Henderson de que Spinosaurus habitaba principalmente áreas de tierra cerca y en aguas poco profundas y era demasiado ligero para sumergirse. Los estudios de la cola, gracias a los especímenes recuperados y analizados por Ibrahim, Pierce, Lauder y Sereno y sus colegas en 2018, indican que el Spinosaurus tenía una cola con quilla que estaba bien adaptada para impulsar al animal a través del agua. Las espinas neurales alargadas y los cheurones, que se extienden hasta el final de la cola en los lados dorsal y ventral, indican que Spinosaurus podía nadar de manera similar a los cocodrilos modernos. A través de la experimentación de Lauder y Pierce, la cola de Spinosaurus se descubrió que tenía ocho veces más empuje hacia adelante que las colas de los terópodos terrestres como Coelophysis y Allosaurus, además de ser dos veces más eficiente para lograr el empuje hacia adelante. El descubrimiento indica que Spinosaurus puede haber tenido un estilo de vida comparable al de los caimanes y cocodrilos modernos, permaneciendo en el agua durante largos períodos de tiempo mientras cazaba.

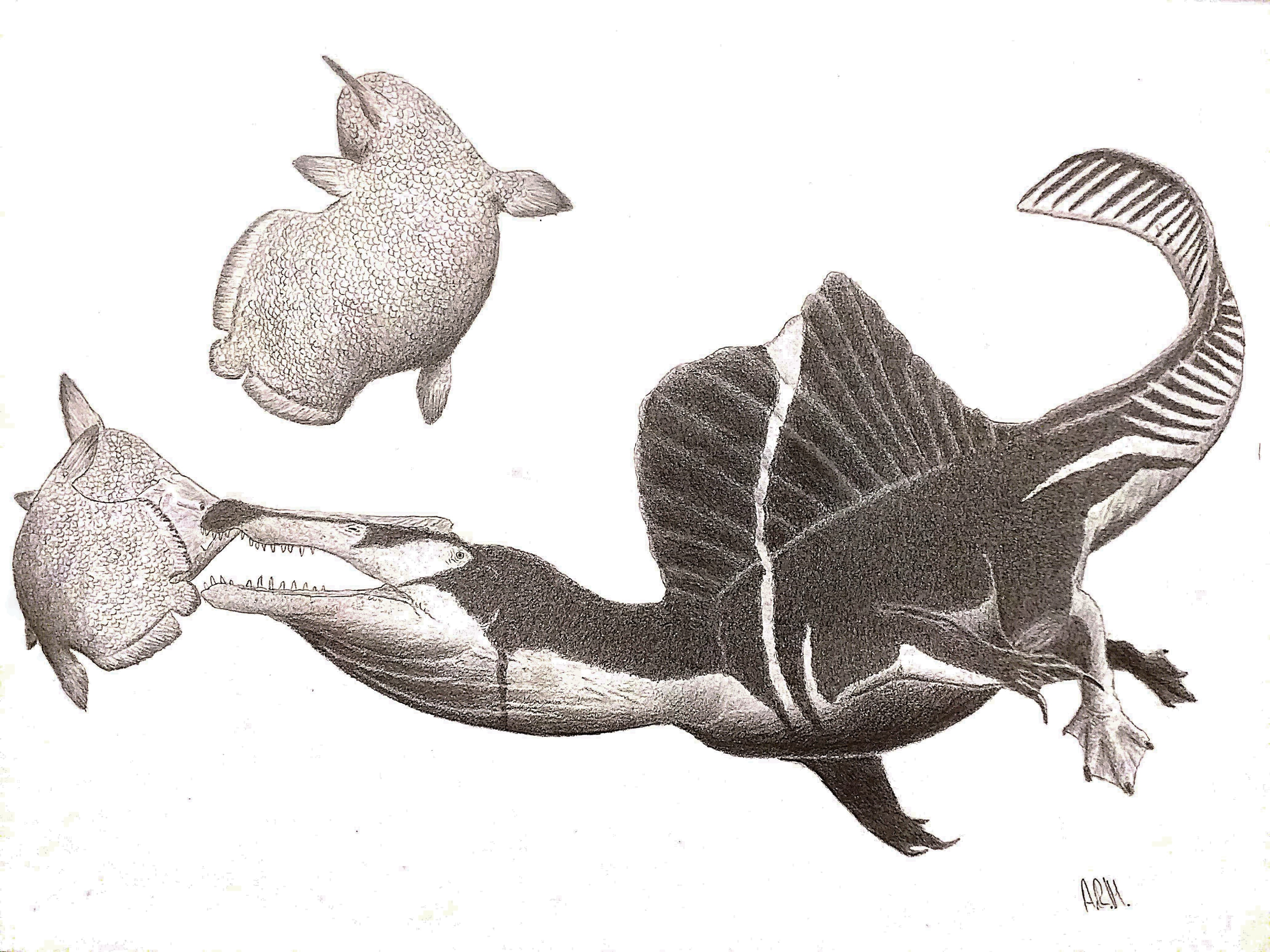
S. aegyptiacus cazano a Mawsonia en un modelo de depredador de persecución acuática.

El Dr. David Hone y el Dr. Thomas Holtz publicaron un artículo en enero de 2021 en el que argumentan que la anatomía del Spinosaurus es más consistente con un estilo de vida generalista en la costa que con un depredador activo de persecución acuática como lo sugiere Ibrahim. Destacan la posición de las fosas nasales y las órbitas como una de las razones por las que un estilo de vida similar al de un cocodrilo es poco probable. Están colocados ventralmente de tal manera que toda la cabeza tendría que levantarse fuera del agua de manera ineficiente para poder respirar. Además, argumentan que la forma general del cuerpo de Spinosaurus está mal adaptada a este estilo de vida, basándose en la cantidad de arrastre de agua y la inestabilidad acuática de la vela, así como el tronco rígido y la cola aparentemente poco musculosa. Los animales como los cocodrilos requieren un cuerpo flexible para moverse por el agua y hacer giros bruscos cuando persiguen a sus presas, y esto se contradice directamente con los hallazgos de Hone y Holtz.
Un estudio de 2022 de Fabbri et al., hizo comparaciones de la estructura ósea del Spinosaurus y la comparó con la de Baryonyx y Suchomimus. El estudio reveló que Spinosaurus y Baryonyx tenían huesos densos, lo que les permitía bucear y perseguir presas bajo el agua. En comparación con estos, Suchomimus tenía más huesos huecos, lo que sugiere que prefería cazar en aguas poco profundas. Estos hallazgos también sugieren que varios géneros de espinosáuridos eran más dispares ecológicamente de lo que se creía anteriormente, ya que algunos se adaptaban mejor a la caza en ambientes subacuáticos que otros géneros estrechamente relacionados.

### Ontogenía
Una falange ungual que mide 21 milímetros perteneciente a un Spinosaurus juvenil muy joven indica que el terópodo desarrolló sus adaptaciones semiacuáticas a una edad muy temprana o al nacer y las mantuvo durante toda su vida. Se cree que el espécimen, encontrado en 1999 y descrito por Simone Maganuco y Cristiano Dal Sasso y sus colegas, proviene de un animal que medía 1,78 metros, suponiendo que se pareciera a una versión más pequeña del adulto, lo que lo convierte en el espécimen más pequeño de Spinosaurus conocido actualmente.

## Paleoecología

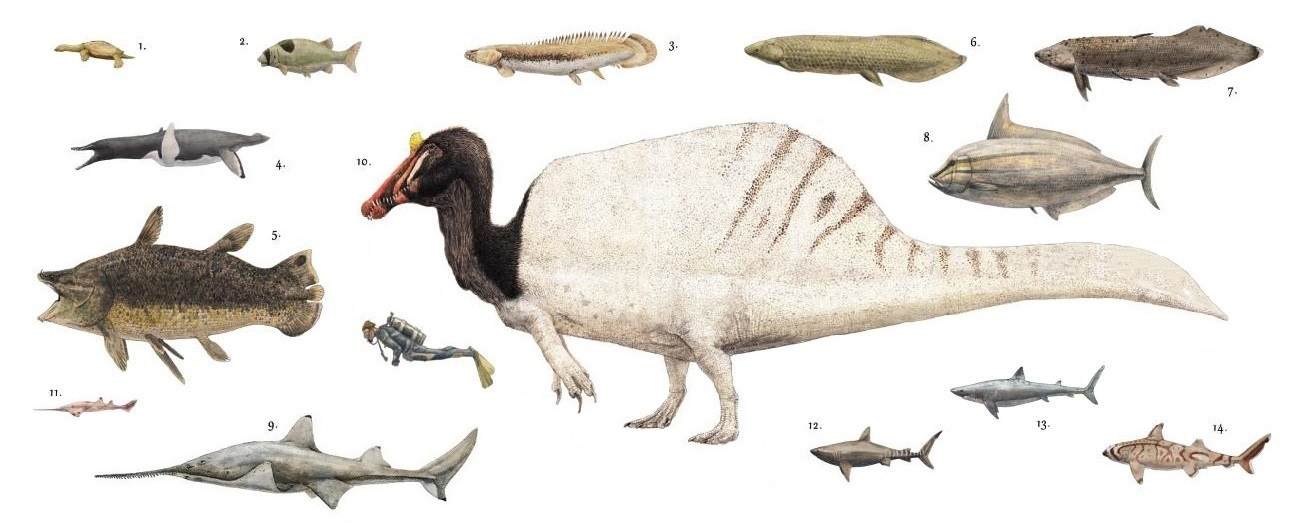
Reconstrucción de Spinosaurus junto con otros organismos contemporáneos.

El ambiente habitado por los Spinosaurus es parcialmente conocido y comprende una gran parte de lo que hoy en día es el norte de África y se extiende de hace 112 a 93,5 millones de años, aunque se ha encontrado un espécimen potencial en depósitos de Campaniense. Un estudio de 1996 concluyó a partir de fósiles marroquíes que Spinosaurus , Carcharodontosaurus y Deltadromeus "se extendieron por el norte de África durante el Cretácico tardío "Cenomaniano)".
Se sabe que habitaron en Bahariya en lo que es hoy Egipto, por ejemplo, donde se daban condiciones costeras de pantanos y canales de marea con una flora similar a los bosques de manglares, compartiendo el territorio con grandes predadores como Bahariasaurus y Carcharodontosaurus, saurópodos como el gigantesco titanosaurio Paralititan o el más pequeño Aegyptosaurus, crocodilomorfos como Stomatosuchus de 10 metros de largo, tortugas, lagartos, plesiosaurios, además de peces óseos y cartilaginosos como el celacanto Mawsonia.  En la estación seca podría haber recurrido a la caza de pterosaurios..
Esta situación se asemeja a la de la Formación Morrison del periodo Jurásico de Norteamérica, que cuenta con hasta cinco géneros de terópodos de más de una tonelada de peso, así como varios géneros de menor tamaño. Las diferencias en la forma de la cabeza y el tamaño del cuerpo entre los grandes terópodos del Norte de África pudieron haber sido suficientes para permitir la división de nichos como se ve entre las muchas especies de depredadores que se encuentran hoy en ecosistemas como la sabana africana.

## En la cultura popular
En la película Parque Jurásico III de 2001, un Spinosaurus representa el principal peligro para los protagonistas y es presentado como el depredador más grande y poderoso. El paleontólogo que asesoró el filme, John R. Horner dijo al respecto: "Si basamos el factor de ferocidad en la longitud del animal, no hay nada en este planeta que pudiera rivalizar con esta criatura [Spinosaurus]. También tengo la hipótesis de que "T-rex" era en realidad un carroñero más que un asesino. Spinosaurus era en realidad el animal depredador." En esta película de ficción mata a un Tyrannosaurus, que había sido la principal amenaza en las primeras dos partes de la saga. El Spinosaurus emerge victorioso encajando sus dientes en el cuello del Tyrannosaurus para después romperle el cuello de un giro. En el cuarto filme de la saga, Jurassic World, hay una referencia a esta pelea cuando el Tyrannosaurus destroza el esqueleto de un Spinosaurus durante la lucha final de la película.
Spinosaurus ha sido representado desde hace tiempo en los libros populares sobre dinosaurios, aunque solo recientemente se ha dispuesto de información suficiente sobre los espinosáuridos para realizar una representación acertada. A partir de la influyente reconstrucción del esqueleto realizada por Lapparent y Lavocat en 1955 basada a su vez en un diagrama de 1936 elaborado por Stromer, se lo ha considerado tradicionalmente como un terópodo con rasgos generalizados, con postura erguida, un cráneo parecido al de otros terópodos grandes y una vela en su espalda, y a veces incluso con manos de cuatro dedos.
Además de las películas, figuras de acción, videojuegos y libros, Spinosaurus ha sido mostrado en estampillas postales de países tales como Angola, Gambia y Tanzania.
El espécimen descrito por Cristiano Dal Sasso (MSNM V4047), hallado en Kem Kem, Marruecos, aparece en el documental Planet Dinosaur, junto con otros fósiles.